# Tuleň obecný
Tuleň obecný (Phoca vitulina) je druh ploutvonožce, který se vyskytuje v pobřežních oblastech severní polokoule od mírného až po polární pás mimo oblasti s trvalým zaledněním. V Atlantiku oblast výskytu druhu sahá od Francie přes Spojené království po Skandinávii a Špicberky, pokračuje na západ přes Island a Grónsko k pobřeží Severní Ameriky. V Tichém oceánu druh obývá západní pobřeží Severní Ameriky od Kalifornského poloostrova po Aljašku, a areál rozšíření pokračuje na západ přes Japonsko k severovýchodní Asii. Jedná se vůbec o nejrozšířenějšího ploutvonožce na světě. Jeho nejbližším příbuzným je tuleň pacifický, se kterým společně utváří rod Phoca. Mezinárodní svaz ochrany přírody (IUCN) v roce 2016 odhadoval celkovou populaci tuleňů obecných na něco kolem 315 000.
Jedná se poměrně o malý druh tuleně. Samci dorůstají maximální délky 1,9 m, samice 1,7 m. Jejich srst je světle nažloutlá až tmavě šedá s tmavými skvrnami. Z čumáku a nad očima vyrůstají hmatové chloupky neboli vibrisy. Tyto důležité smyslové orgány pomáhají tuleňům obecným nalézt potravu i v kalných pobřežních vodách. Živí se hlavně rybami, v menší míře požírají i měkkýše a korýše. Potravu získávají výhradně z vody. Pro kořist se potápí většinou do mělkých hloubek do několika desítek metrů, avšak dokážou se ponořit i do hloubky přesahující 600 m. K hlavním predátorům tuleňů obecných patří kosatky dravé, dále velké druhy žraloků a částečně i suchozemské šelmy jako je medvěd lední.
Tuleni obecní žijí v koloniích na břehu. Rozmnožovací systém je složité zařadit do tradičních kategorií, nejblíže má lekovému systému zahrnující podvodní teritoria (lekoviště), na která samice přichází vybrat si samce k páření. Ke kopulacím dochází ve vodě, k vrhům většinou na břehu či v mělké vodě. Samice rodí vždy jen jedno mládě. Probíhá u ní odložená nidace, aby se mládě narodilo v co nejpříhodnější době. Doba gestace trvá pouze kolem 3–4 týdnů, načež se mláďata osamostatňují. Po období rozmnožování dochází k několikatýdennímu období línání, během kterého tuleni tráví více času na břehu, aby zamezili tepelným ztrátám. K rozmnožování dochází převážně v jarních či letních měsících, přesná doba se liší podle oblasti s rozdílem i několika měsíců. Jedná se převážně o stálý druh, který zůstává do 50 km vzdálenosti od svých kolonií, avšak za potravou nebo za vrhy mohou tuleni obecní uplavat i stovky kilometrů. V minulosti populace silně utrpěla během komerčních lovů tuleňů, jehož cílem bylo hlavně snížení kompetice o ryby s rybáři. Od počátku 70. let jsou tuleni obecní na většině území chráněni a lov je povolen pouze některým domorodým národům v oblastech jako je Grónsko, Aljaška nebo Kanada. Globální populace není v přímém ohrožení, a je tak hodnocena jako málo dotčená, nicméně některé místní populace z různých příčin klesají (mj. početná populace z Aljašky nebo sladkovodní poddruh mellonae).

## Systematika
Tuleň obecný byl popsán v 10. vydání Systema Naturae švédského přírodovědce Carla Linného. Linné druh pojmenoval jako Phoca vitulina, což tuleňovi již zůstalo. Phoca je latinský název pro tuleně, a vitulina pochází z latinského vitula („tele“), v překladu tedy něco jako „tuleň vypadající jako tele“ či „tuleň telátkový“. Tuleň obecný se řadí do rodu Phoca, který tvoří společně s tuleněm pacifickým. Podle fylogenetické studie z roku 2007 se tento rod vydělil do samostatné linie někdy před 2,2 miliony lety (± 0,62 mya), přičemž tuleň obecný a pacifický se začali od sebe oddělovat někdy před 1,1 milionem let (± 0,18 mya).
Vnitřní systematika druhu je předmětem pokračujících vědeckých debat. Ještě v roce 2011 bylo rozeznáváno 5 geograficky oddělených poddruhů. V tomto pojetí byly v Atlantiku rozpoznávány 2 poddruhy, a sice concolor (západní Atlantik) a vitulina (východní Atlantik). Podle genetických a morfologických výzkumů z počátku 21. století však mezi těmito populacemi není natolik velký rozdíl, aby byly považovány za samostatné poddruhy. Populace poddruhu concolor byla přiřazena k poddruhu vitulina, jež nově označuje populaci z celého Atlantiku. Podobná situace byla i v Pacifiku, kde se původně rozpoznávaly 2 poddruhy, a sice richardii (reprezentující populaci z východního Pacifiku) a stejngeri (západní Pacifik). Tuleni ze západního Pacifiku mají větší tělo i lebku a jejich kůže je tmavší než u populace z východního Pacifiku. Analýzy mitochondriální DNA však nepotvrdily významné genetické rozdíly mezi oběma populacemi, což lze interpretovat tak, že východní a západní pacifické populace nepředstavují samostatné poddruhy nebo je potřeba nově definovat jejich geografické rozšíření. Dokud nebudou k dispozici další data, byla populace poddruhu stejngeri přiřazena k richardii.
Taxonomické autority v této oblasti (Společnost pro mořskou mammalogii (The Society for Marine Mammalogy) (2022), Encyclopedia of Marine Mammals (2018)) proto rozeznávají 3 poddruhy s následujícím rozšířením:
- P. v. vitulina (Linnaeus, 1758) – Atlantik;
- P. v. mellonae (Doutt, 1942) – sladké vody severního Québecu kolem Ungavského poloostrova;
- P. v. richardii (Gray, 1864) – Pacifik.

Vybraná dobová vyobrazení
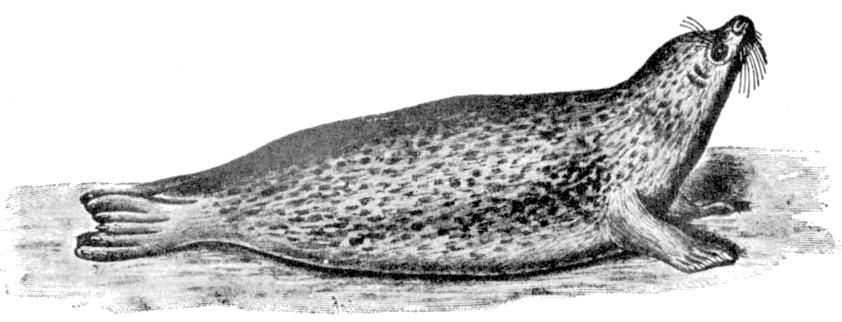
Zobrazení z publikace Zoology (Parker & Haswell), 1902
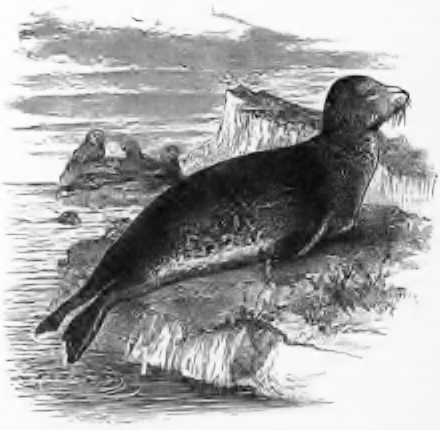
Ilustrace z Britannicy, 1911
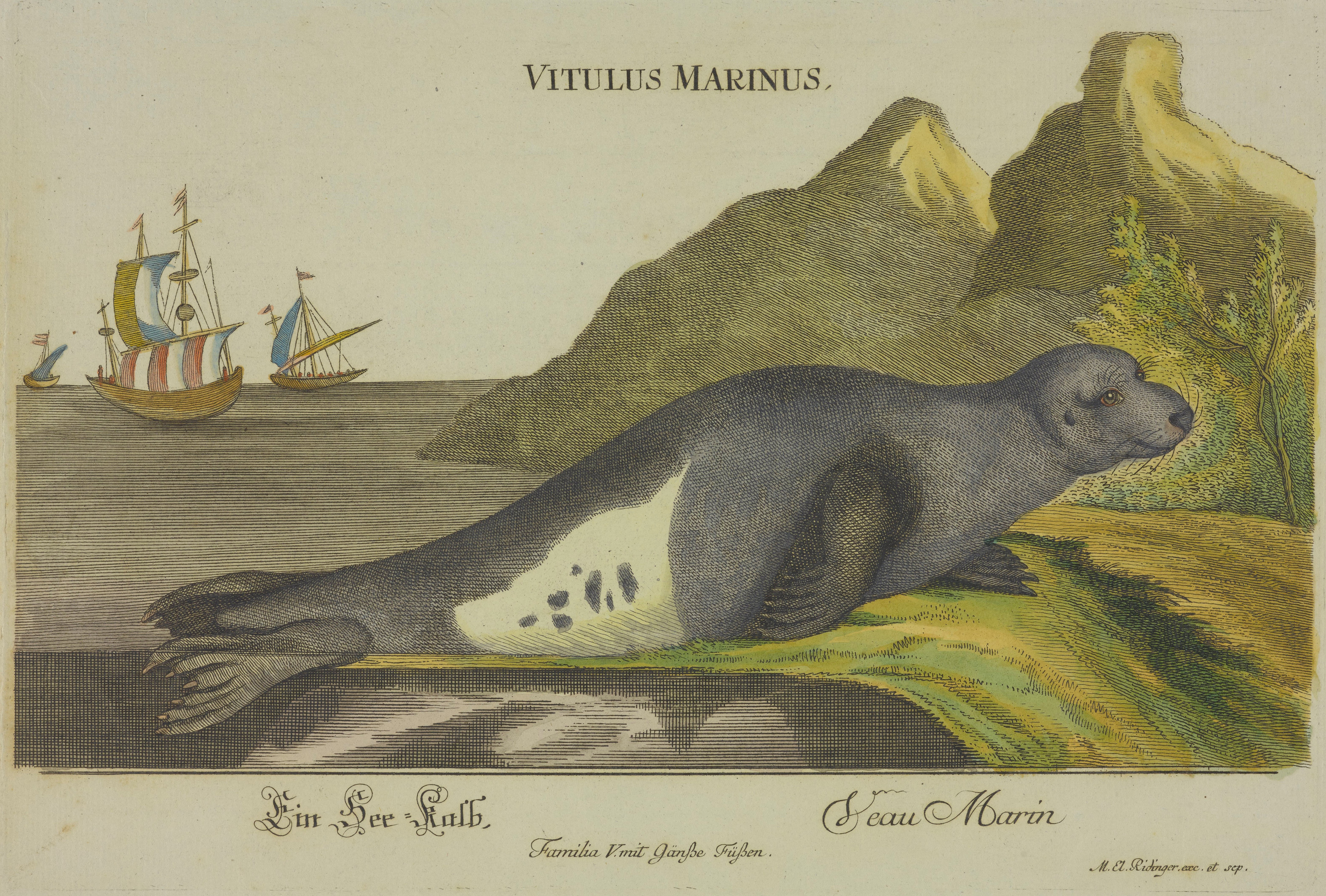
Barevná ilustrace z roku cca 1767
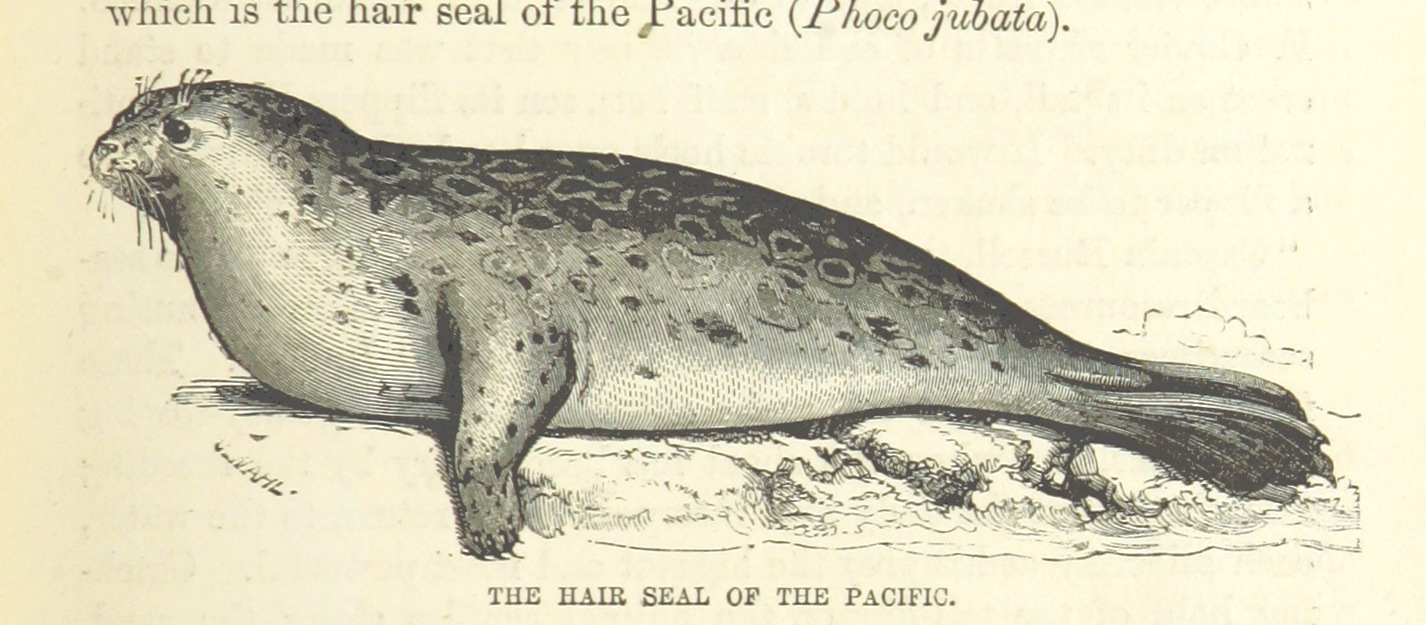
Tuleň obecný na rytině z roku 1865

## Výskyt a populace

### Areál rozšíření

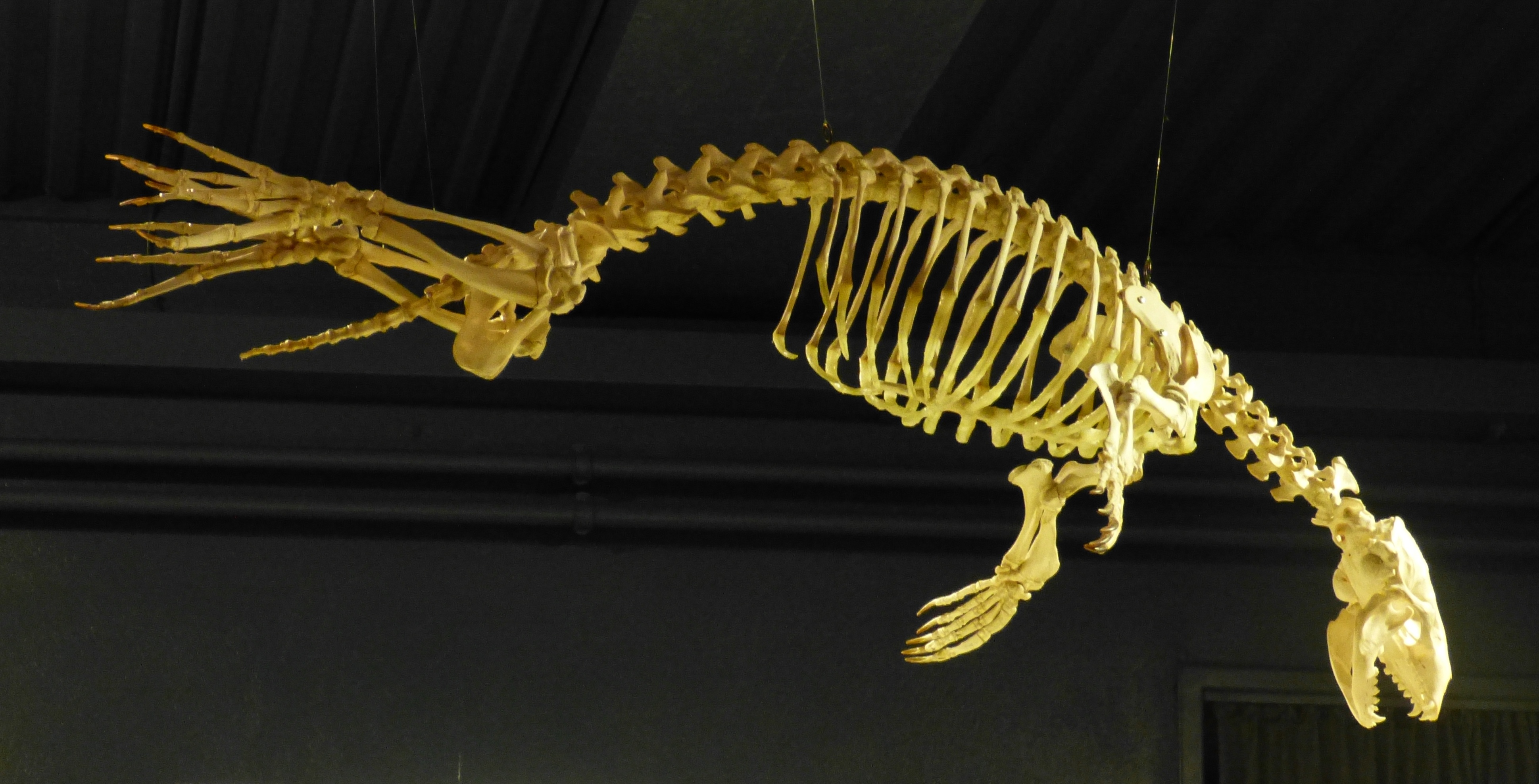
Kostra tuleně obecného (Seal Museum, Island)

Jedná se o světově nejrozšířenější druh ploutvonožce. Vyskytuje se v pobřežních vodách moří a oceánů napříč severní polokoulí od mírného po polární (arktický) pás. V Atlantiku rozsah rozšíření zasahuje od Francie (ojediněle až od severního Portugalska) přes Spojené království po Barentsovo moře a Špicberky. Špicberská populace při 78° s. š. představuje vůbec nejsevernější místo výskytu druhu. Od Špicberků areál výskytu druhu pokračuje na západ přes Island, Grónsko a kanadskou Arktidu na jih k jihovýchodnímu pobřeží Spojených států. V severním Pacifiku tuleni obecní obývají západní část Severní Ameriky od střední části Kalifornského poloostrova a raritně i kontinentálního Mexika na sever po Aljašku. Vyskytují se kolem menších ostrůvků v Barentsově moři, na Kamčatce a dále na jihozápad k Japonsku.

### Populace

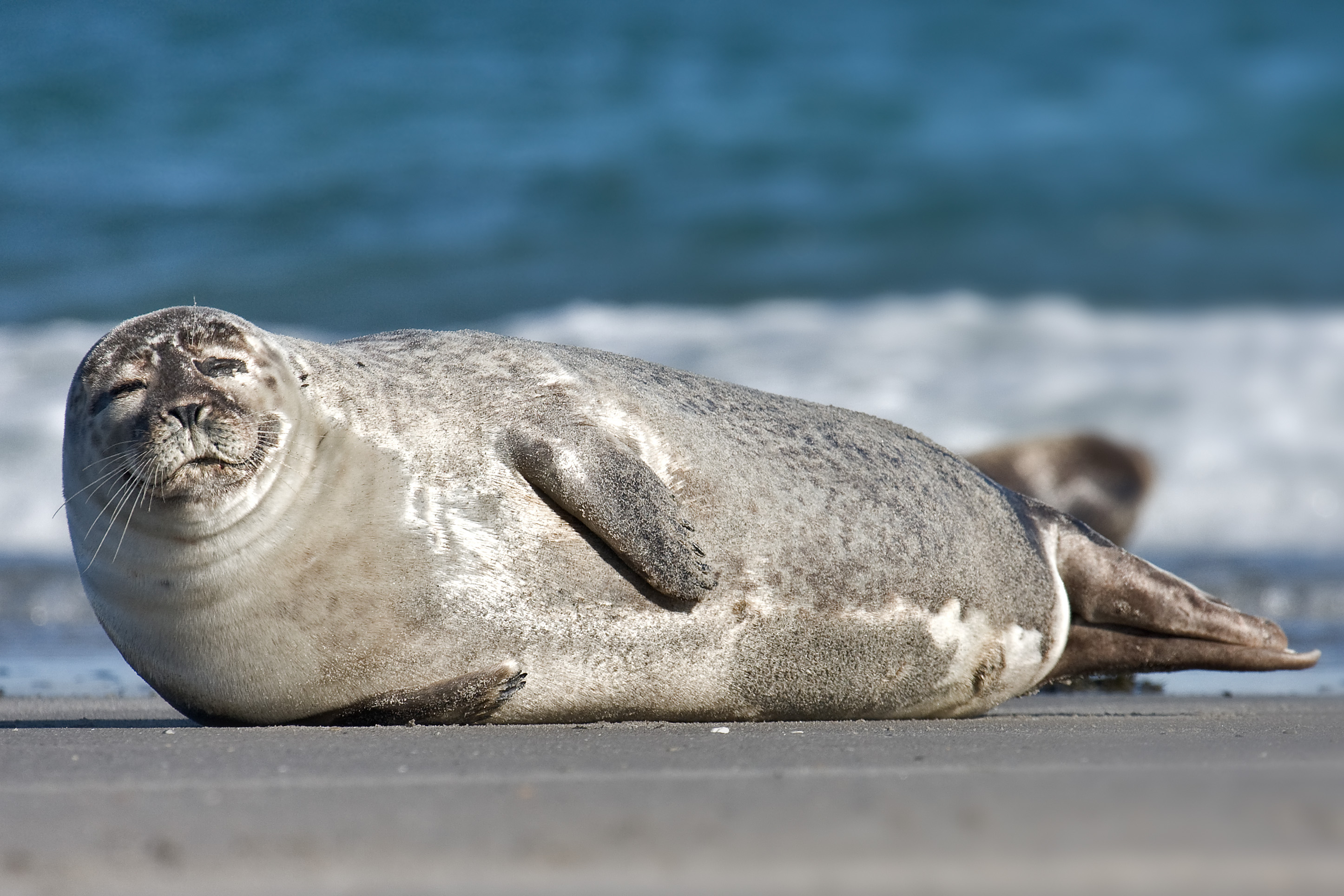
Tuleň obecný (Helgoland, Německo)

Většina populace obývá slané mořské a oceánské vody. Nemalá část populace však pravidelně zaplouvá do sladkovodních řek (hlavně na Aljašce) a některé populace dokonce trvale žijí ve sladkých vodách. Ve sladkovodním aljašském jezeře Iliamna žije malá populace tuleňů obecných. Toto jezero je spojeno s mořem přes 120 km dlouhým úsekem řeky Kvichak. Populace je stálá, tzn. nemigruje do oceánu a je tedy plně odříznuta od ostatních populací. Tuleni z jezera Iliamna byli podrobeni rozsáhlému terénnímu výzkumu mořských biologů, podle kterých předci zdejší populace na jezero dopluli někdy před 200–5000 lety. Ti přišli se závěrem, že se nejedná o samostatný poddruh, ale distinktivní populační segment (Distinct Population Segment – DPS) v rámci poddruhu richardii, což je nejmenší taxonomická jednotka, která může být ve Spojených státech chráněna v rámci zákona o ohrožených druzích z roku 1973. Tento závěr byl nicméně odmítnut organizací NOOA Fisheries (americký orgán státní správy zodpovědný za správu moří) v roce 2016 i 2020. Početnost populace tuleňů obecných z jezera Illiamna se patrně pohybuje kolem 400 (odhad z roku 2015). Další sladkovodní populaci představuje P. v. mellonae. Tento poddruh žije pouze ve sladkovodních jezerech v Nunaviku (severní část Québecu, kde žijí Inuité). Populace tohoto poddruhu žila v posledních cca 3000–8000 letech v úplné izolaci od ostatních tuleňů obecných. Početnost poddruhu mellonae se odhaduje na pouhých 50–600 jedinců (odhad k roku 2017).
Mezinárodní svaz ochrany přírody v roce 2016 odhadoval celkovou populaci tuleňů obecných na něco kolem 315 000. Jiný odhad z roku 2010 hovoří o 610 000–640 000 jedincích.

## Popis

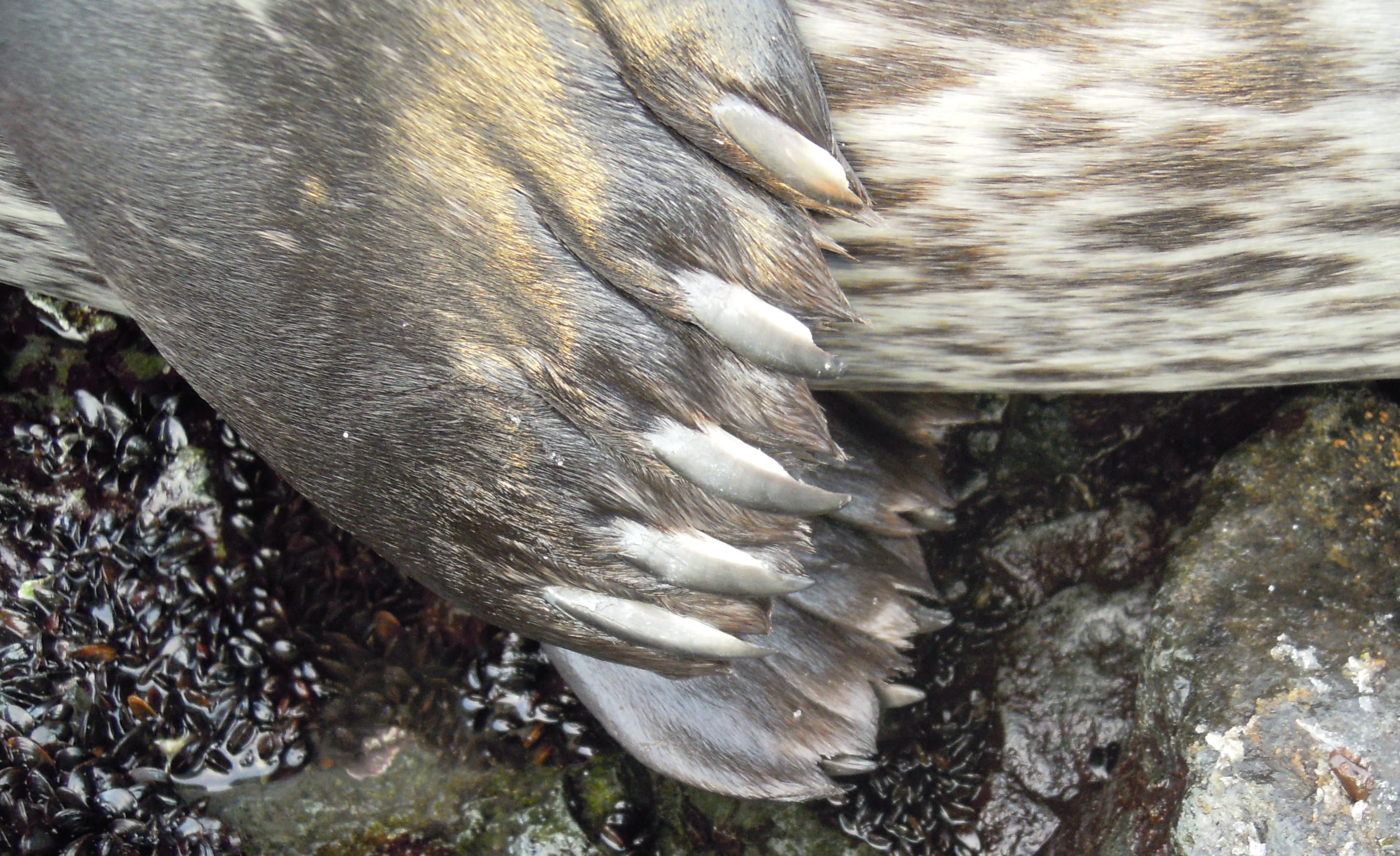
Přední ploutve s drápy

Tuleň obecný má tělo torpédovitého tvaru. Vzhledem k ostatním tuleňům se jedná o poměrně malý druh. Samci z Pacifiku dosahují délky těla do 1,9 m a váhy 70–150 kg. Samice bývají menší s délkou těla kolem 1,7 m a váhou 60–110 kg. Atlantská populace bývá zhruba o 10–30 % menší a lehčí. Novorozená mláďata bývají 61–102 cm dlouhá a jejich váha se pohybuje kolem 8–12 kg. Kromě velikosti je pohlavní dimorfismus nevýrazný a v terénu se k rozlišení pohlaví používají hlavně behaviorální znaky jako je přítomnost mláděte, která indikuje samici.
Hlava je středně velká, oči jsou posazeny poměrně blízko u sebe. Nad očima a z krátkého čumáku vyrůstají hmatové chloupky neboli vibrisy. Hlavně čumákové vibrisy jsou poměrně dlouhé. Ušní otvory jsou umístěny za očima. Přední párové končetiny jsou přeměněny v krátké ploutve. Tyto ploutve jsou zašpičatělé s nejdelším prstem při jejich okraji ) a směrem k druhému okraji se prsty postupně zkracují. Ploutve jsou jen velmi krátké, osrstěné, silně blanité, všechny prsty jsou zakončeny tmavými hákovitými drápky. Podobně jako přední, i zadní končetiny jsou přeměněny v silně blanité, osrstěné ploutve. Každá z ploutví má 5 prstů, z nichž nejmenší je ten uprostřed, prsty po stranách jsou nejdelší; všechny prsty jsou zakončeny tmavými drápy. Zadní ploutve pohání tuleně pod vodou a slouží jim jako kormidlo. Zubní vzorec je I 3/2, C 1/1, PC 5/5, tedy 36 zubů.
Barevné odstíny tuleňů obecných mohou být mírně odlišné, avšak tuleni jsou vždy zbarveni protistínově, tzn. spodní strana těla je světlejší než na horní. Základní, podkladová barva se pohybuje od světle šedé a žlutavě hnědošedé po velmi tmavě šedou. Tělo je pokryto tmavými skvrnami, u některých jedinců jsou ještě navíc záda a boky pokryty světlými kruhy. Sladkovodní poddruh mellonae z Québecu je po celém těle tmavý, podobně jako je tomu u části populace ze západního Pacifiku.

## Biologie

### Chování a stanoviště

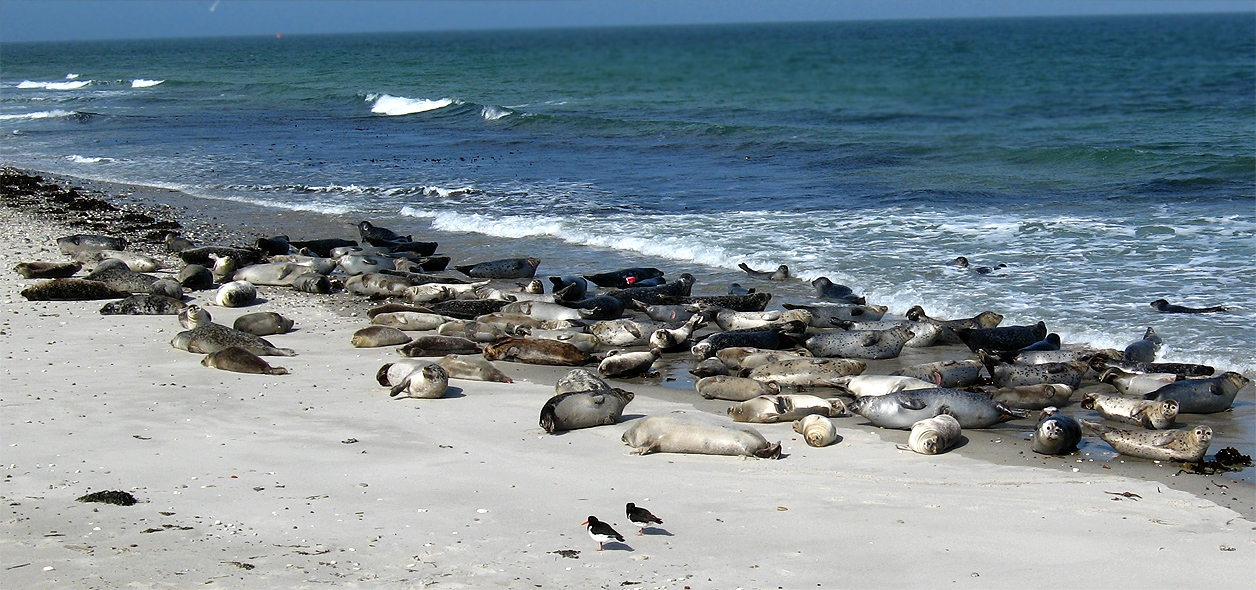
Kolonie tuleňů obecných na Helgolandu

Stanoviště druhu tvoří pobřežní vody kontinentálních šelfů a svahů bez velkého množství souvislé ledové pokrývky. Tuleni obecní s oblibou sídlí v zálivech, zátokách, při ústích řek a v oblastech přílivových zón. Jak už bylo řečeno, některé populace mohou sídlit i na jezerech nebo v řekách, do kterých běžně zaplouvají i populace, které jinak většinu času tráví v moři. Na břehu se vyskytují na kamenitých, písčitých a oblázkových plážích i wattovém pobřeží. V oblastech, kde moře v zimě zamrzá, obývají v chladných měsících i mořský led. Na Aljašce tuleni obecní využívají pro shromažďování i ledovce, které v některých fjordech zasahují až k mořské hladině. Jsou častí i na lidských stavbách jako jsou mola nebo stavby v přístavních průmyslových zónách. Většinou lehávají těsně u vody, kam se v případě ohrožení nebo sebemenšího vyrušení svižně uchýlí. Zatímco na břehu jsou značně plaší, ve vodě jsou známí svou zvídavou povahou a nezřídka se přibližují k lodím nebo molům, u kterých zvědavě vykukují z vody. Výjimkou z pravidla je západní pobřeží Spojených států, kde si tuleni obecní zvykli na přítomnost lidí a běžně odpočívají na plážích v těsné blízkosti lidí.

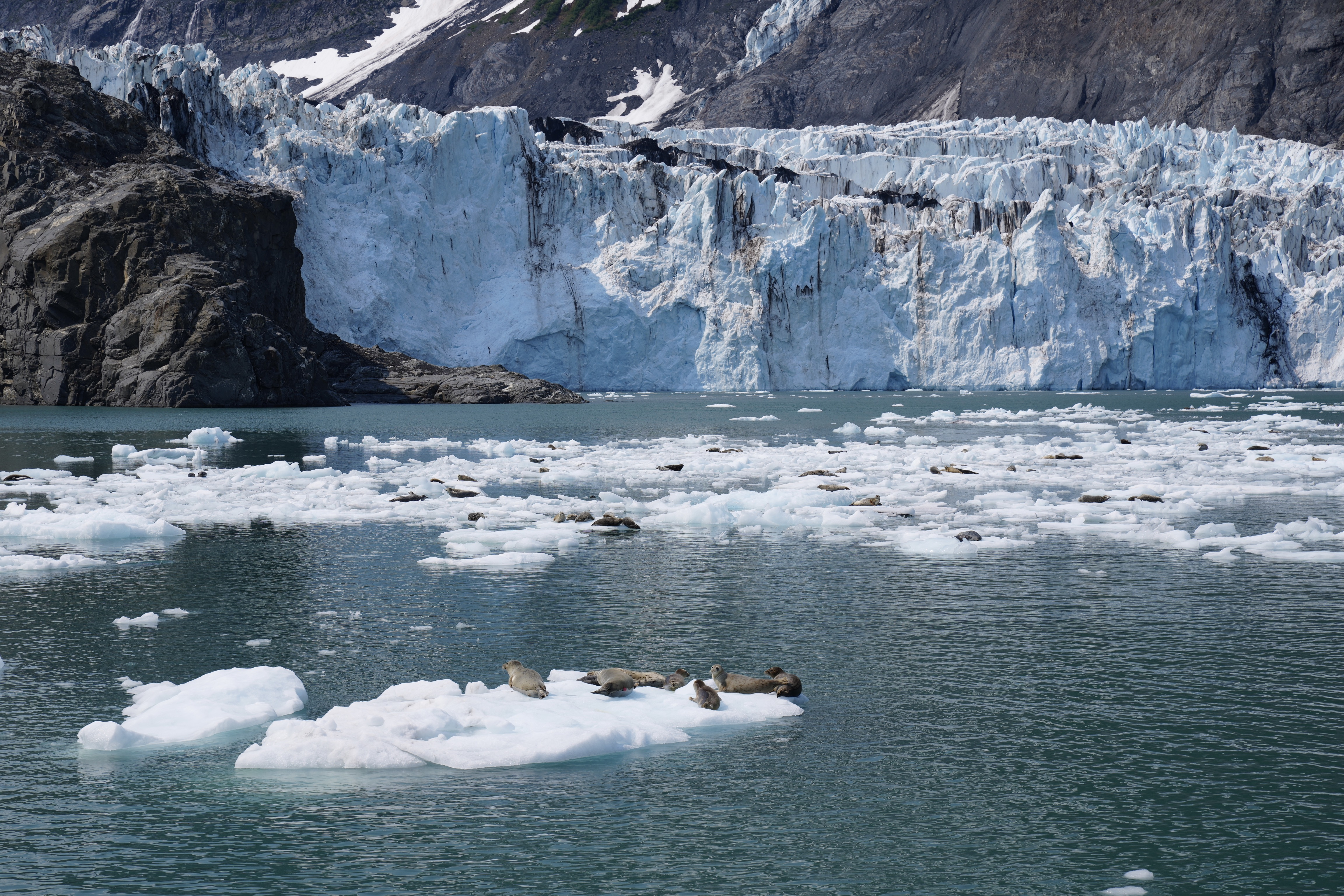
Glacier Bay na Aljašce patří k oblastem, kde se tuleni obecní vyskytují i na ledu

Nejčastěji se na břehu vyskytují v teplých měsících v době říje a během línání. Největší počty tuleňů na břehu nastávají typicky v době odlivu během teplých bezvětrných dní. Jak na břehu, tak ve vodě se tuleni obecní příliš nesocializují a při polehávání na břehu se vzájemně nedotýkají. Pobyt na souši nebo na ledu je pro tuleně obecné důležitý pro jejich odpočinek. I když dokážou na vodě strávit i několik dní, během kterých ve vodě i krátce spí, experimenty bylo ukázáno, že pokud se jim zamezí přístup na souš, příště zůstávají na souši déle. To naznačuje, že odpočinek či spánek na souši je pro tuleně kvalitativně lepší než ve vodě. Jedním z mála zvuků, který tuleni obecní vydávají, je syčící táhlé vrčení. To je často doprovázeno tleskáním předních ploutví či poplácáváním sousedních tuleňů v případě otření o sousední tělo, čemuž se nelze vyhnout v nahusto obydlených koloniích. Podobně jako ostatní tuleňovití, ani tuleni obecní nemohou své přední ploutve natočit pod pánev, takže je nemohou použít pro pohyb po souši jako lachtani. Namísto toho se po souši pohybují přisouváním těla housenkovými pohyby. Jedná se převážně o stálý druh, který typicky zůstává do 50 km od své domovské kolonie. Není však výjimkou, pokud se samice vydá vrhnout mládě nebo obě pohlaví se vydají za potravou i stovky kilometrů daleko od svých domovských pláží.

### Rozmnožování

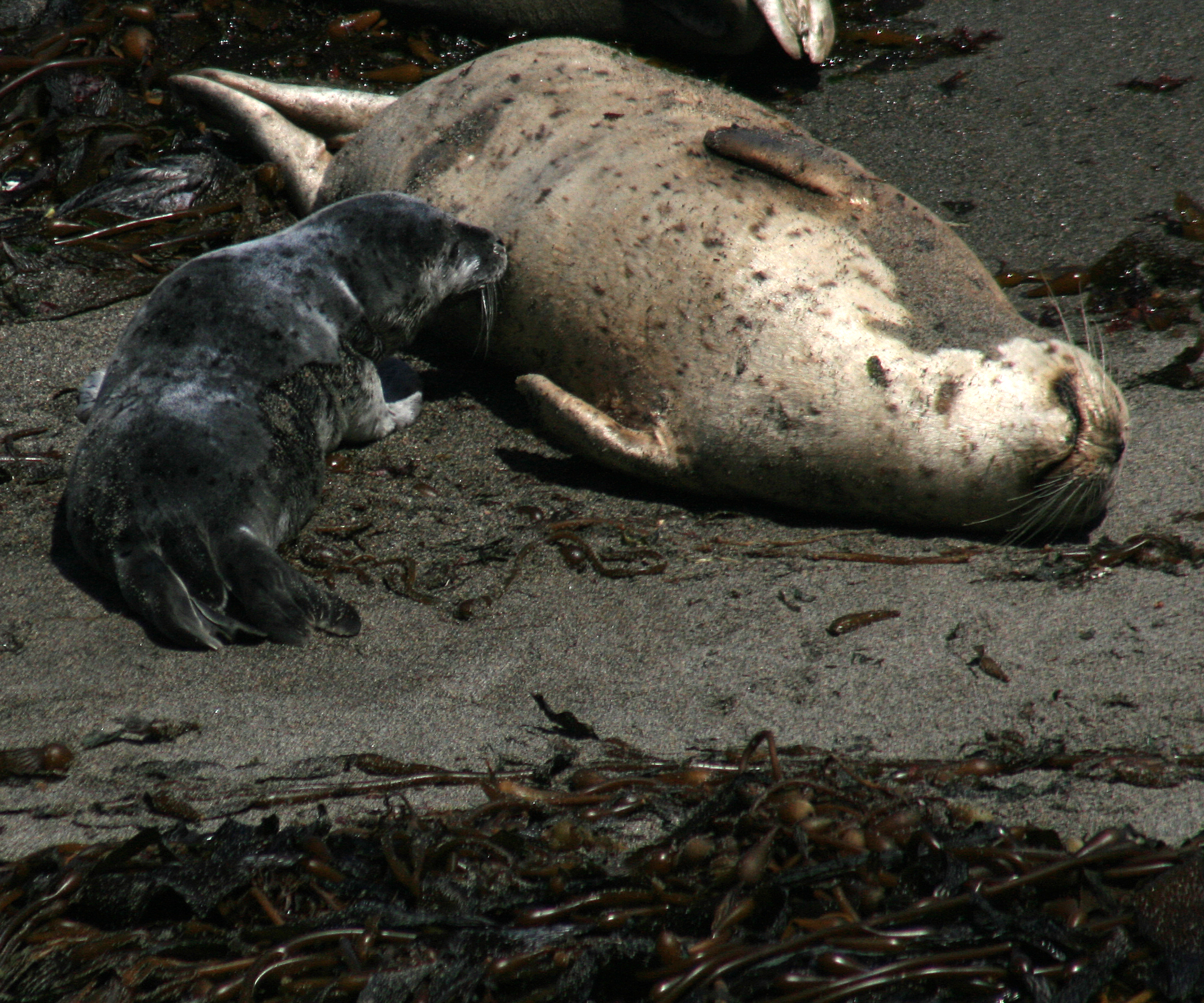
Mládě při kojení

Zhruba polovina ploutvonožců se páří na souši, ostatní se páří ve vodě. Tulení obecní patří k těm druhům, které se páří ve vodě. To značně ztěžuje studium jejich chování v době říje a o jejich rozmnožovacím chování toho není tolik známo jako u některých jiných, na souši se pářících druhů. Tuleni obecní navíc mají komplikovaný rozmnožovací systém, který lze jen stěží popsat v tradičních kategoriích rozmnožovacích strategií.
Tuleni obecní žijí v koloniích, které mohou mít různou velikost. V rámci těchto kolonií se samice sdružují do skupinek. V době výchovy mláďat samice podnikají pravidelné lovné výpravy do moře za potravou, tzn. nezbytně tráví v moři velké množství času, což dává prostor samcům nadbíhat samicím v moři. Byla pozorována vodní teritoria, která samci zabírali v těsné blízkosti pláží, kde se shromažďují samice; samci z těchto teritorií mohou (avšak nemusí) vizuálně a vokálně lákat samice. Byla popsána i vodní teritoria zabíraná samci dále od břehu na trasách samic ke zdrojům potravy. Z těchto teritorií se samci předvádí samicím. Byli nicméně pozorováni i samci, kteří si nezakládají vodní teritoria a na místo toho v blízkosti samičích skupin na břehu lákají jejich pozornost pomocí vokálních signálů a občas se pouští do bojů s ostatními samci. Podle rozsáhlé studie z roku 2006 zahrnující telemetrii, kamery i rozbory DNA se rozmnožovací strategie tuleňů obecných nejvíce blíží leku. Definice leku se různí, avšak tuleni obecní v zásadě splňují klíčová kritéria, a sice samci se sdružují na stejném místě (lekovišti), odkud vysílají vizuální a akustické signály samicím; obě pohlaví na tato místa přichází primárně za účelem rozmnožování a samice má možnost si samce vybrat. Tuleni obecní jsou v zásadě monogamní, samcovi se pouze příležitostně podaří oplodnit více než jednu samici za jedno pářící období.

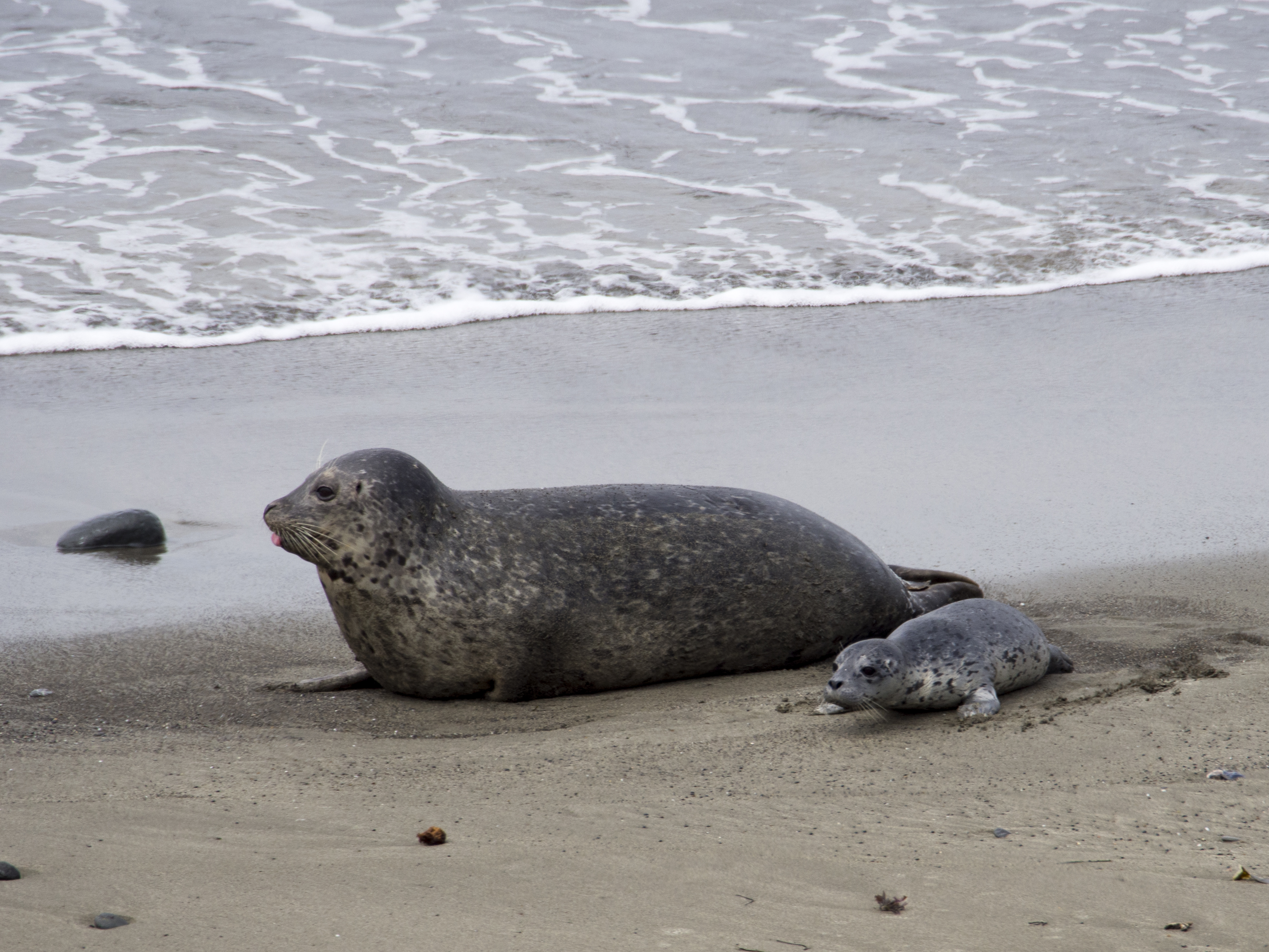
Samice s mládětem

Mláďata se rodí kolem přelomu jara a léta. Samice většinou rodí jen jedno mládě, výjimečně i dvojčata. Každoročně zabřezne drtivá většin samice. Ve věku samic 8–28 let je míra jejich březosti 93–97 %. Po 25. roce života nicméně míra březosti v populaci samic klesá. Valná většina samic vrhá na břehu, pouze malá část samic vrhá na ledu. Výjimečně může dojít i k vrhům v mělké vodě. Tuleňátkům se v embryonálním stádiu tvoří lanugo, které je však ještě v děloze shozeno a mláďata se rodí se srstí typově podobnou rodičům. V případě předčasného vrhu se může mládě narodit s lanugem, které po několika dnech shodí. Váha novorozeňat se pohybuje kolem 9–19 kg. Ihned po narození dovedou plavat. Samice svého potomka kojí cca 3× denně po 30 minut buď ve vodě, nebo na břehu. Doba gestace se pohybuje kolem 3–4 týdnů, načež se mláďata osamostatňují. V tomto období samice vstupují do estrálního cyklu a dochází ke kopulaci se samci (cca polovina léta). Období říje nastává v jižních regionech dříve než v severních.

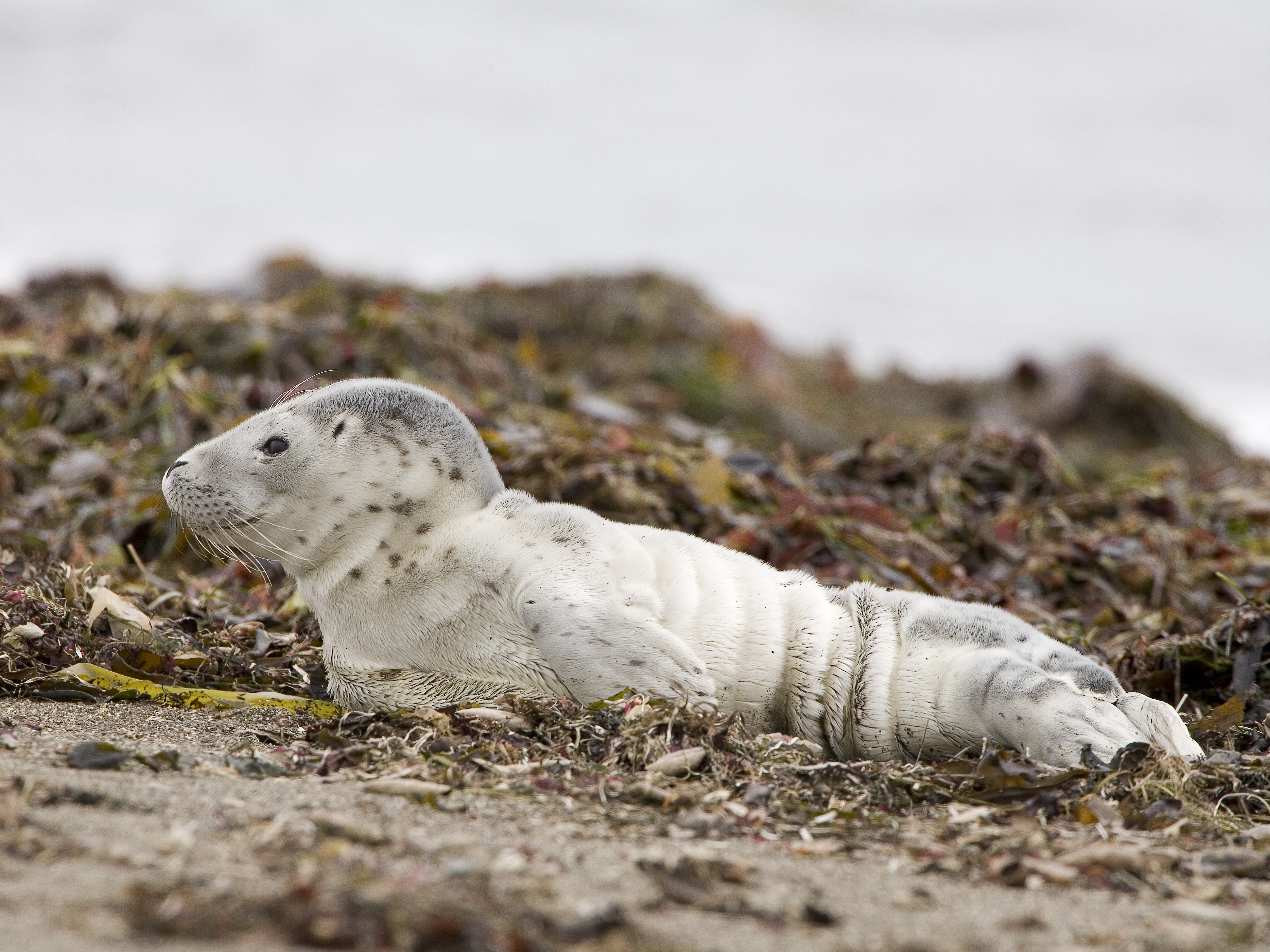
Tuleňátko

Podobně jako převážná většina jiných tuleňovitých, i tuleni obecní kopulují ve vodě. Samice mají schopnost březost pozastavit pomocí tzv. odložené nidace, kdy sice dochází k oplodnění vajíčka, avšak to se neimplantuje do stěny dělohy hned, ale až za cca 2,5 měsíce. Tímto způsobem je vrh potomka odložen na co nejpříhodnější dobu. Skutečná březost trvá kolem 8 měsíců, čili od kopulace po vrh uplyne zhruba 10,5 měsíce. Ve Waddenském moři mezi lety 1974–2009 samice zkrátily průměrnou dobu latence o 25 dní, tzn. dochází u nich k vrhům o 25 dní dříve než v minulosti. Autoři studie to dávají do souvislosti s nárůstem potravy tuleňů v podobě malých rybek, jejichž stavy ve Waddenském moři narostly následkem nadměrného lovu větších druhů ryb, které jinak na těchto menších rybkách predují.
Samice dosahují pohlavní dospělosti ve věku 4–5 let, samci ve věku 4–6 let. U ploutvonožců obecně platí, že doba dospělosti nastává při dosažení cca 87 % asymptotické délky těla (tzn. délky těla fyzicky dospělých jedinců, kdy růst těla dosáhne maxima). To zhruba platí i u tuleňů obecných, kteří dospívají při dosažení 87–93 % svého fyzického maxima.

### Línání
Krátce po období rozmnožování nadchází doma línání. V době línání se všechny věkové skupiny tuleňů obecných sdružují na břehu, kde tráví více času než obyčejně, a shazují svou srst, na jejíž místě roste srst nová. Línání se děje na břehu a v létě, kdy teplé sluneční paprsky stimulují vlasové folikuly a podporují tím růst chlupů. Pobyt na břehu je důležitý i kvůli zamezení energetických ztrát. Ve vodě totiž dochází k odvádění tepla z tuleních těl rychleji, což ve výsledku vede k větší spotřebě energie na udržení potřebné teploty těla. Línací proces trvá 4–6 týdnů. Podobně jako doba rozmnožování, i doba línání se liší podle oblasti. Např. v oblasti Kalifornského poloostrova k němu dochází na přelomu dubna a května, v Sanfranciském zálivu na přelomu června a července a na Aljašce v srpnu až září. Přesná doba línání se může lišit nejen místně, ale i rok od roku v té samé oblasti (na aljašském ostrově Tugidak byla vrcholná doba línání ve dvou sledovaných letech o 3–6 dní posunuta). Nejdříve začínají línat mláďata a poté až dospělci. Línání začíná typicky na těle a pokračuje na hlavu a končí na ploutvích.

### Potrava a potápění

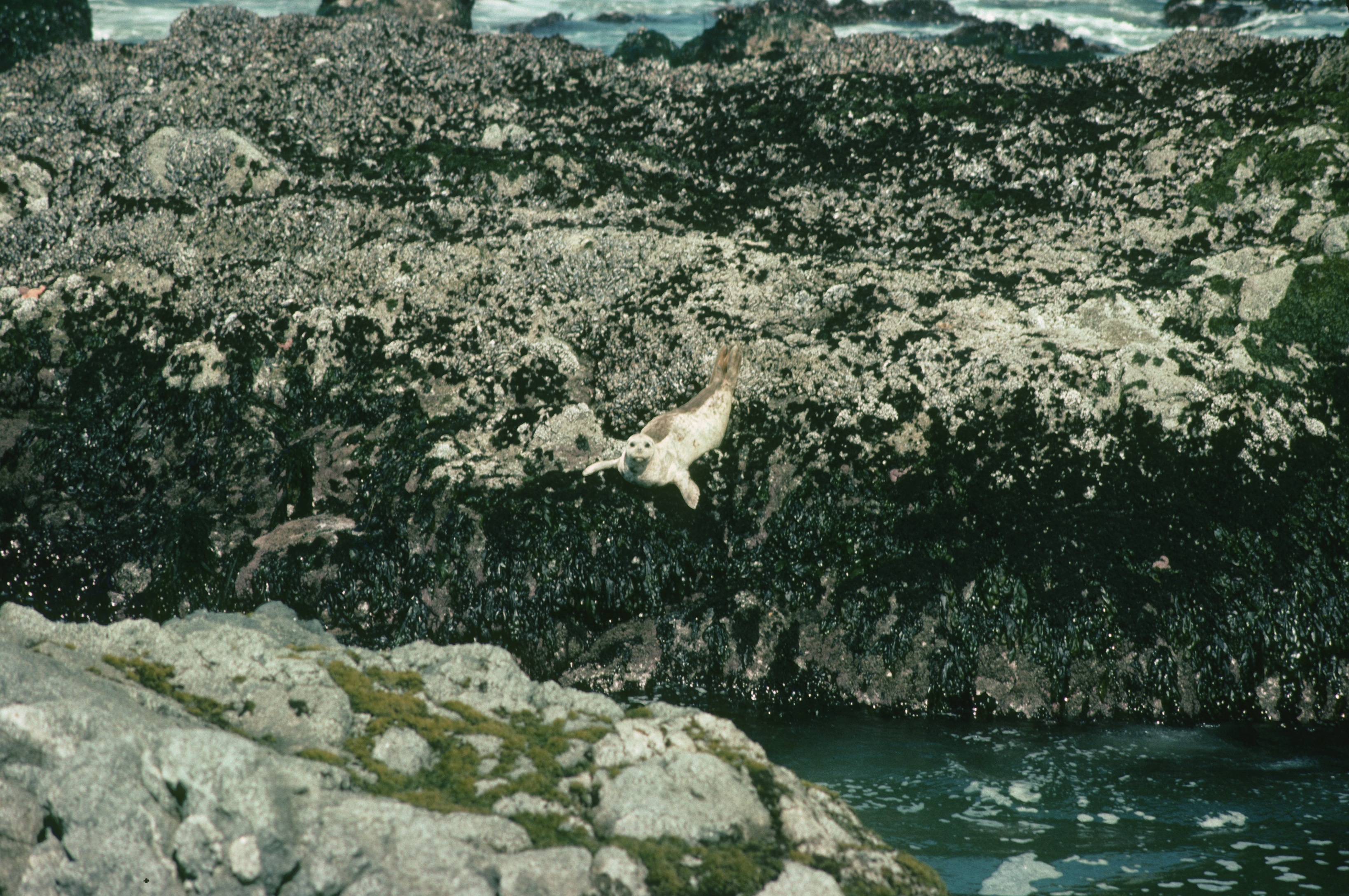
Tuleň obecný při skoku do vody z přímořského skaliska (Bodega Bay, Kalifornie)

Tuleni obecní získávají svou potravu výhradně z vody. Jsou masožraví potravní generalisté, což znamená, že jsou flexibilní ve výběru potravy, pokud se jedná o maso. Z toho důvodu je jejich jídelníček místně, časově i individuálně podmíněn. Obecně se dá říci, že pojídají hlavně ryby, částečně i měkkýše a korýše. Tak např. podle studie potravního chování tuleňů u skotských břehů se tuleni obecní v zimě živili hlavně sleďovitými, částečně i treskovitými rybami, v letních měsících hlavně smačkovitými; občas tvořili v teplých měsících důležitou složku jídelníčku platýsi bradavičnatí. U irských břehů tvořili hlavní složky jídelníčku tuleňů obecných tresky rodu Trisopterus, smačkovití a jazyk obecný. Kolem Špicberků představují dominantní složku podzimního jídelníčku tuleňů obecných treskovití a vrankovití. Na aljašském jezeře Iliamna se tuleni živí převážně lososy, hlavně nerkami.
Dobrou ukázkou flexibility jídelních návyků tuleňů obecných dokládá studie ze Sališského moře, kde byly zkoumány místní populace tuleňů obecných ze dvou zátok vzdálených cca 100 km od sebe. Zatímco v zátoce Padilla Bay tvořili nejčastější kořist tuleňů ostnohřbetník štíhlý, mečitkovití, vranka bojovná a příbojovka hejnová, v zátoce Drayton Harbor to byla koljuška tříostná a sleď tichomořský. Ve vzorcích výkalů populace z Drayton Harbor byly nalezeny i zbytky blíže neidentifikovatelných savců, možná norků amerických. I když savci se objevují v jídelníčku některých jiných ploutvonožců, jedná se hlavně o jiné ploutvonožce (např. tuleň leopardí napadá mláďata jiných ploutvonožců). Nález zbytků suchozemského či semiakvatického savce je proto v rámci ploutvonožců zcela unikátní. Ze studie ze severního Norska vyplývá, že tamější tuleni obecní se nejčastěji živí treskami tmavými. Ze studie vyplynulo, že tuleni obecní se zaměřují hlavně na menší ryby a starší jedinci mívají pestřejší jídelníček než ti mladší.
Potravu sbírají hlavně ze dna. Zatímco menší kusy potravy (např. malé rybky) spořádají rovnou pod hladinou, větší kořist jako větší druhy chobotnic si mohou dotáhnout na břeh, kde kořist naporcují a sežerou. K jedné z největších kořistí zaznamenaných u tuleně obecného patří 2m exemplář vlkouše očkatého (Anarrhichthys ocellatus). Doba lovecké výpravy (tzn. doba mezi opuštěním a navrácením na pevninu) se liší podle oblasti, avšak tuleni mohou na moři strávit několik hodin až dní a potravu sbírat i stovky kilometrů od své pláže. Cílem těchto delších výprav je spíše vyhnutí se vnitrodruhové potravní kompetici spíše než cestování za lepšími potravními zdroji.

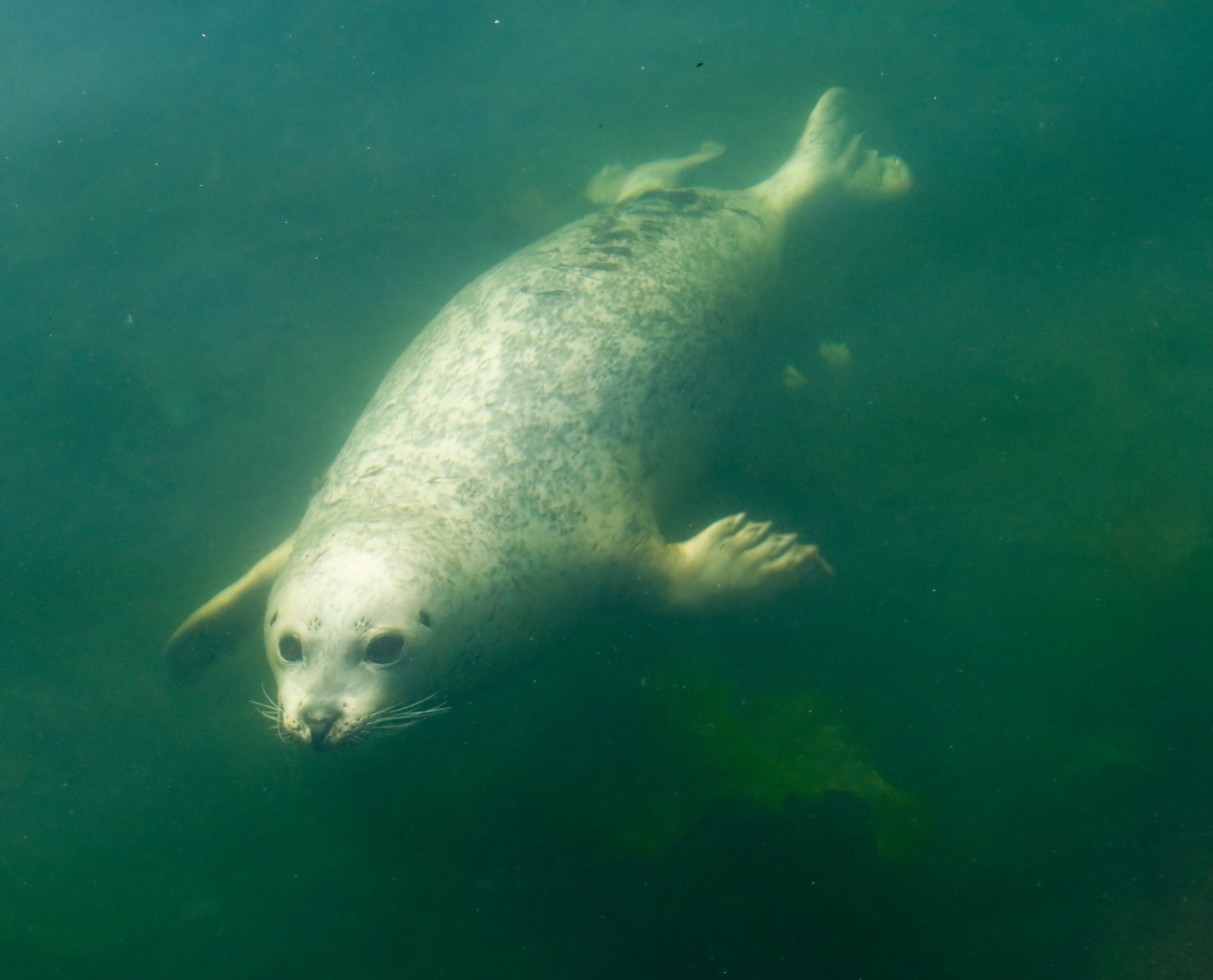
Tuleň obecný při potápění

Nejčastěji se ponořují do hloubek do několika desítek metrů. Podle studie ze Špicberků zkoumající potápěcí zvyklosti tuleňů obecných se tito ploutvonožci v cca 50 % případů potápí do hloubek menších než 40 m a v ∼95 % procentech případech do hloubek menších než 250 m. Kolem poloviny ponorů trvalo 2–4 minuty, 90 % ponorů trvala méně než 7 minut a 97 % ponorů trvalo méně než 10 minut. Nejhlubší ponor měl 452 m. Výjimečně se tuleni obecní mohou potopit ještě hlouběji. Studie z roku 2020 zaznamenala ponor hluboký 631 m, což byl k roku 2020 nejhlubší zaznamenaný ponor tuleně obecného. Délka ponoru může být i kolem 20–25 minut.

### Smysly

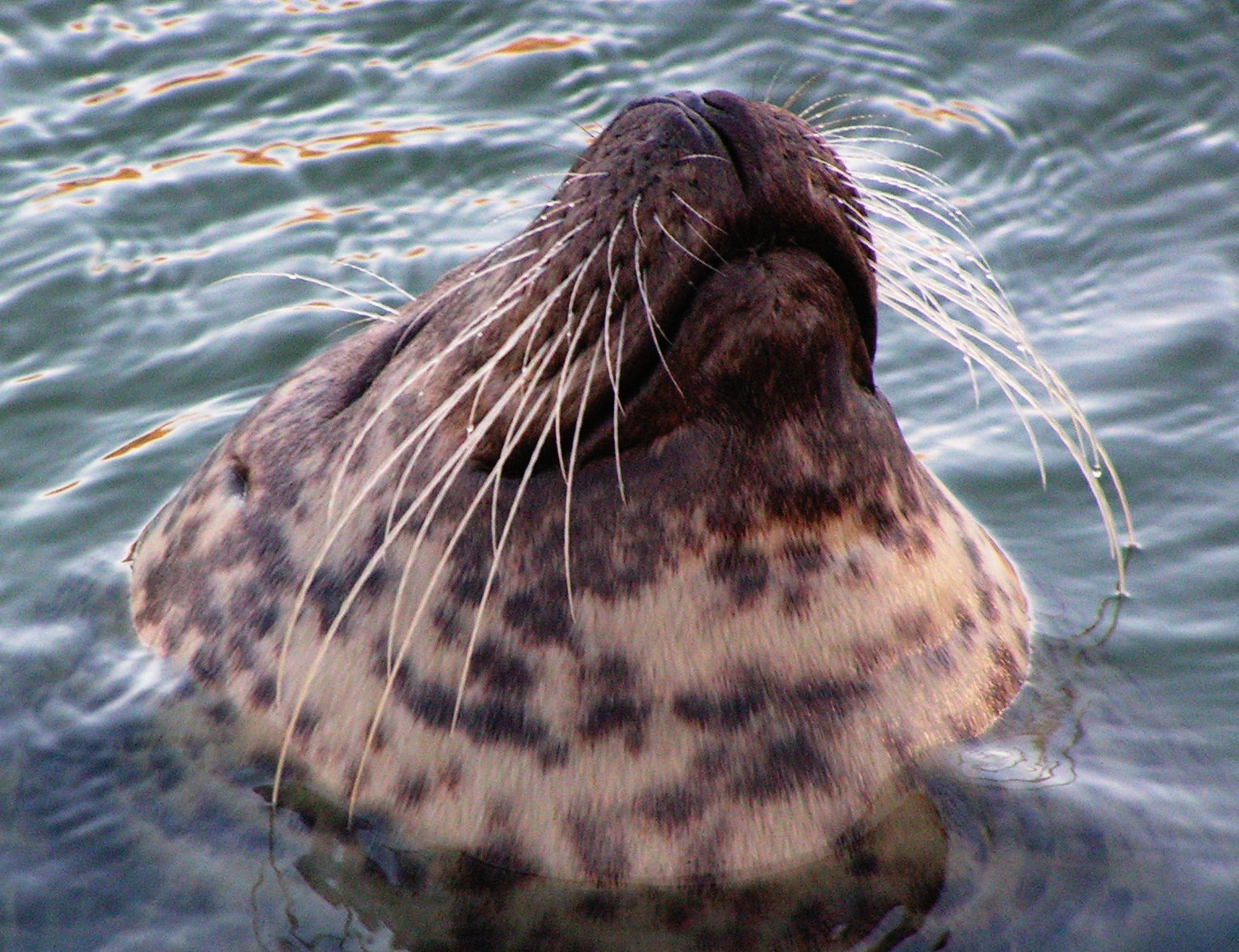
Detail hlavy tuleně obecného s patrnými dlouhými vibrisy vyrůstajícími z čumáku a částečně i z oblasti nad očima

Podobně jako ostatní tuleňovití, i tuleni obecní využívají pro orientaci pod vodou důmyslné smyslové orgány, a sice hmatové chloupky neboli vibrisy, které vyrůstají z čumáku a z oblasti nad očima. U tuleňů obecných je potřeba využití vibrisů umocněna tím, že obývají pobřežní vody, které bývají zakalené a zvláště po bouřkách je viditelnost pod vodou omezena na max. několik desítek centimetrů. Vibrisy umožňují tuleňům sledovat hydrodynamickou trasu kořisti. Lovená kořist (např. ryba) při průchodu vodním sloupcem vydává nepatrné vibrace, které utváří hydrodynamickou stopu. Tu umí tuleni obecní zachytit právě díky svým vibrisům, které jsou vycvičeny vysledovat i ty nejjemnější vibrace. K umocnění citlivosti tuleni své vibrisy napřimují, takže konečky vibrisů jsou drženy dále od těla. Vibrisy dokážou tuleňům předat informaci o vzdálenosti, velikosti nebo směru pohybu kořisti. Vibrisy fungují mj. na principu vibrací. Zatímco při průplavu tuleně vodním sloupcem zůstávají zcela v poklidu, při zachycení hydrostatických vibrací zvenčí se rozvibrují ve frekvencích, které vydává daný subjekt, což tuleňům patrně poskytuje informaci o rychlosti, velikosti a tvaru subjektu. Citlivé vibrisy zaznamenají i pohyb o rychlosti menší než 1 mm / s a to i v případě, že jsou tuleni na lovu, během kterého se typicky pohybují rychlostí 0,5–2 m /s. V praxi to znamená, že tuleni obecní mohou zaznamenat i takřka nehybnou kořist a kořist pohybující se rychlostí 500–2000× menší, než jsou sami tuleni.
Experimenty bylo prokázáno, že tuleň obecný se zakrytými ostatními sensorickými orgány (typicky s ušními sluchátky přehrávající hlasitý šum a klapkami přes oči) dokáže vystopovat kořist, které byl dán i 30 vteřinový náskok. Část tuleňů přitom nenásleduje svou kořist napřímo, ale pomocí klikatících pohybů typu zig-zag, během kterých několikrát překříží hydrodynamickou trasu. Zajímavostí přitom je, že při experimentu v testovacím prostředí, kdy byli testováni tuleni obecní s ustřihnutými vibrisy a jejich schopnost polapit pstruha, dokázali pstruha chytit i tuleni s ustřiženými vibrisy, nicméně potřebovali k tomu větší množství času.

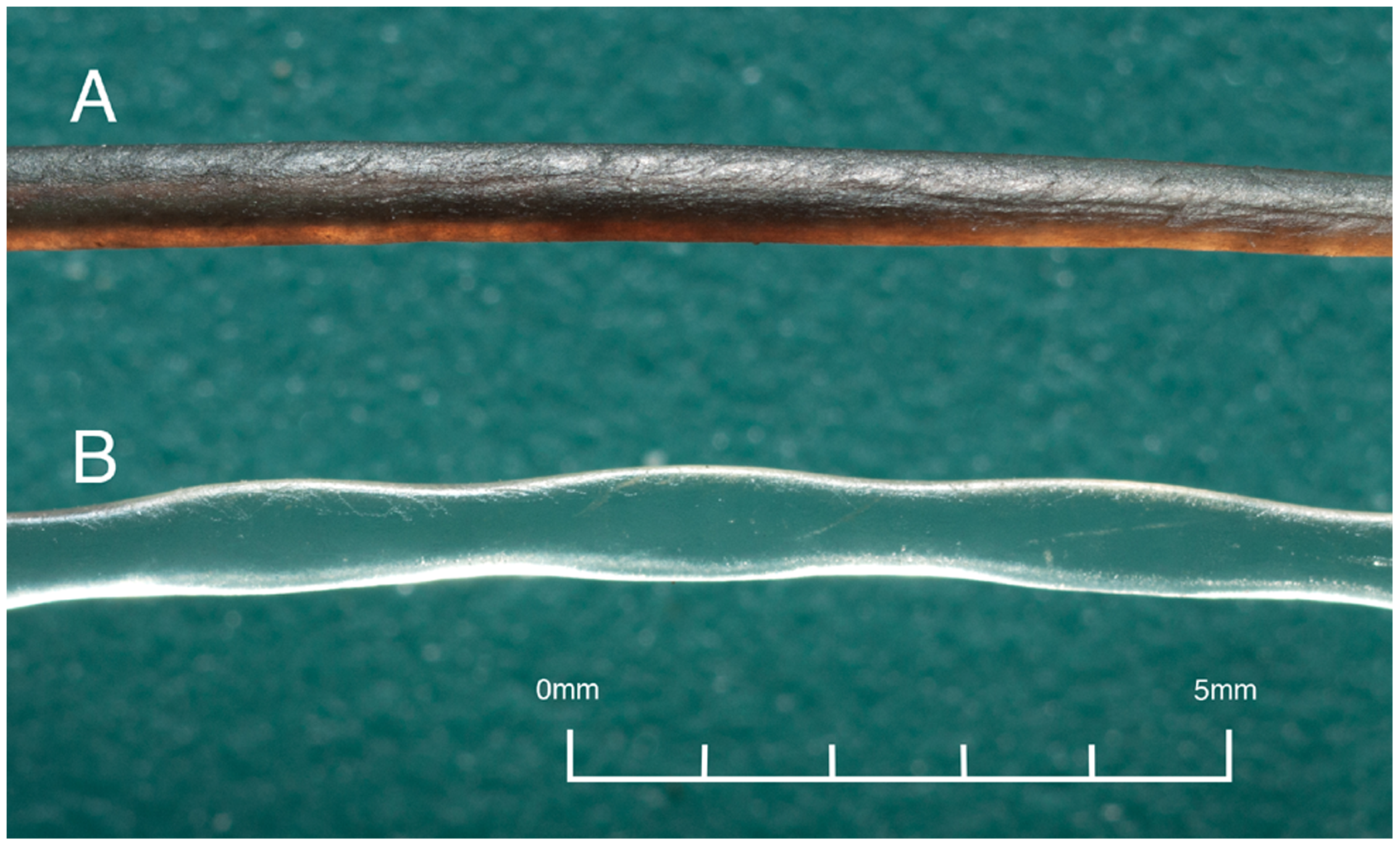
Hladký povrch vibrisů lachtana kalifornského (A) a vlnkovaný povrch u tuleně obecného (B)

Každý hmatový chloupek je vybaven zásobou mechanoreceptorů a obsahuje 1000–1600 nervových vláken, což je zhruba 10× více než u jiných savců. Tuleni obecní mohou svými hmatovými chloupky rozeznat rozdíly ve velikosti o 0,18 mm. Pomocí testů v laboratoři bylo ukázáno, že čas potřebný k rozhodování o velikosti předmětů je velice krátký, typicky menší než 400 ms. Běžné teplotní rozdíly vody nemají na citlivost vibrisů tuleňů obecných vliv. U ploutvonožců se vyskytují 2 druhy povrchové úpravy vibrisů: hladký (hlavně lachtanovití, mroži, někteří tuleňovití) a zvlněný (většina tuleňovitých). Tuleň obecný patří k tuleňům s vlnkovaným povrchem vibrisů. Není úplně jasné, k čemu vlnkování slouží. Je možné, že se jedná o jakýsi filtrační prostředek hydrodynamického šumu vydávaného vlastním tělem nebo naopak vlnky navyšují míru citlivosti přijímaných signálů.
Tuleni obecní mají velmi dobrý sluch, a to jak na vzduchu, tak ve vodě. Na vzduchu jsou ušní kanálky tuleňů obecných otevřené, což umožňuje šíření zvuku přes střední ucho dále do vnitřního ucha, jak je tomu běžné u suchozemských savců. Na vzduchu tuleni dokážou slyšet zvuky v rozsahu 100 Hz až ~30 kHz s největší citlivostí sluchu na zvuky v rozsahu 2–12 kHz. Pod vodou dochází k uzavření vstupu do ušních kanálků pomocí okolních svalů a princip šíření zvuku do vnitřního ucha zůstává nevyjasněný. Podle některých vědců může být zvuk sveden kostmi, což by nicméně nevysvětlovalo, jak mohou tuleni lokalizovat směr, odkud zvuk přichází. Pod vodou tuleni obecní mohou zaznamenávat zvuky v rozmezí 200 Hz až ~100 kHz s největší citlivostí na zvuky v rozmezí 4–16 kHz. Pomocí experimentů bylo zjištěno, že tuleni obecní dokážou rozlišovat mezi různými typy kosatek pomocí jejich zpěvu. Vědci tuleňům přehrávali zpěvy různých populací kosatek a zatímco tuleni silně reagovali na přehrávky kosatek, které žerou primárně savce, i na přehrávky neznámých kosatek, které žerou primárně ryby, na přehrávky tuleňům známých kosatek, které žerou hlavně ryby, reagovali klidně. Jinak řečeno tuleni obecní reagovali pouze na nebezpečné nebo neznámé kosatky, zatímco místní populace kosatek, od kterých nehrozilo žádné nebezpečí, je nechávaly v klidu.
Podobně jako uši, i oči jsou přizpůsobeny obojživelnému životu. Průměr oka u dospělců se pohybuje kolem 40 mm (srv. lidské oko má průměr kolem 24 mm). Vize tuleňů je velmi citlivá na okolní jas, což se hodí hlavně při nočních lovech nebo lovech v hlubokých vodách, kam proniká jen minimální množství světla. Podobně jako ostatní šelmy, i tuleni obecní mají mezi sítnicí a cévnatkou oka tapetum lucidum. Zornice mají podobu velmi úzké a tenké štěrbiny, která se v případě malého množství světla dovede rozšířit do širokého kruhu, což v kombinaci se zploštělou rohovkou umožňuje rychlé stáhnutí nebo roztažení zornice a ve výsledku rychlé přechody mezi místy s vysokým a nízkým množstvím světla při zachování plnohodnotné vize. Čich není příliš dobře vyvinut, pod vodou dochází k úplnému uzavření nozder. Čich u tuleňovitých slouží hlavně k interakci mezi matkou a potomkem a hraje roli v době říje. Čich nicméně hraje roli v nalezení zdrojů potravy. Bylo zjištěno, že tuleni obecní dokážou detekovat i sebemenší množství dimethylsulfidu v ovzduší (podobně jako např. trubkonosí). Tato látka je spojována s výskytem fytoplanktonu, který je zase spojován s výskytem velkého množství ryb, tedy primární potravy tuleňů.

### Predátoři

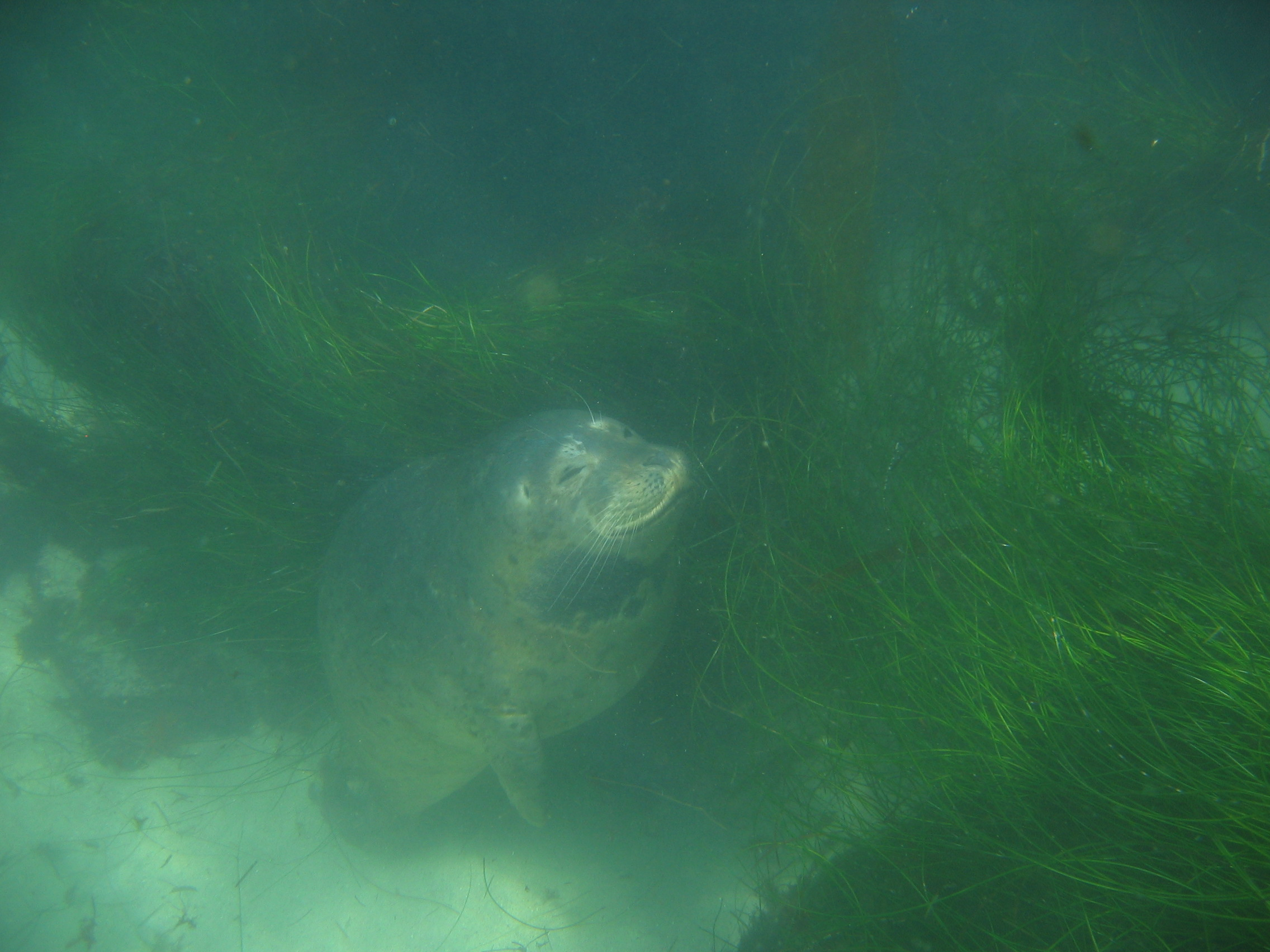
Tuleň obecný pod vodou

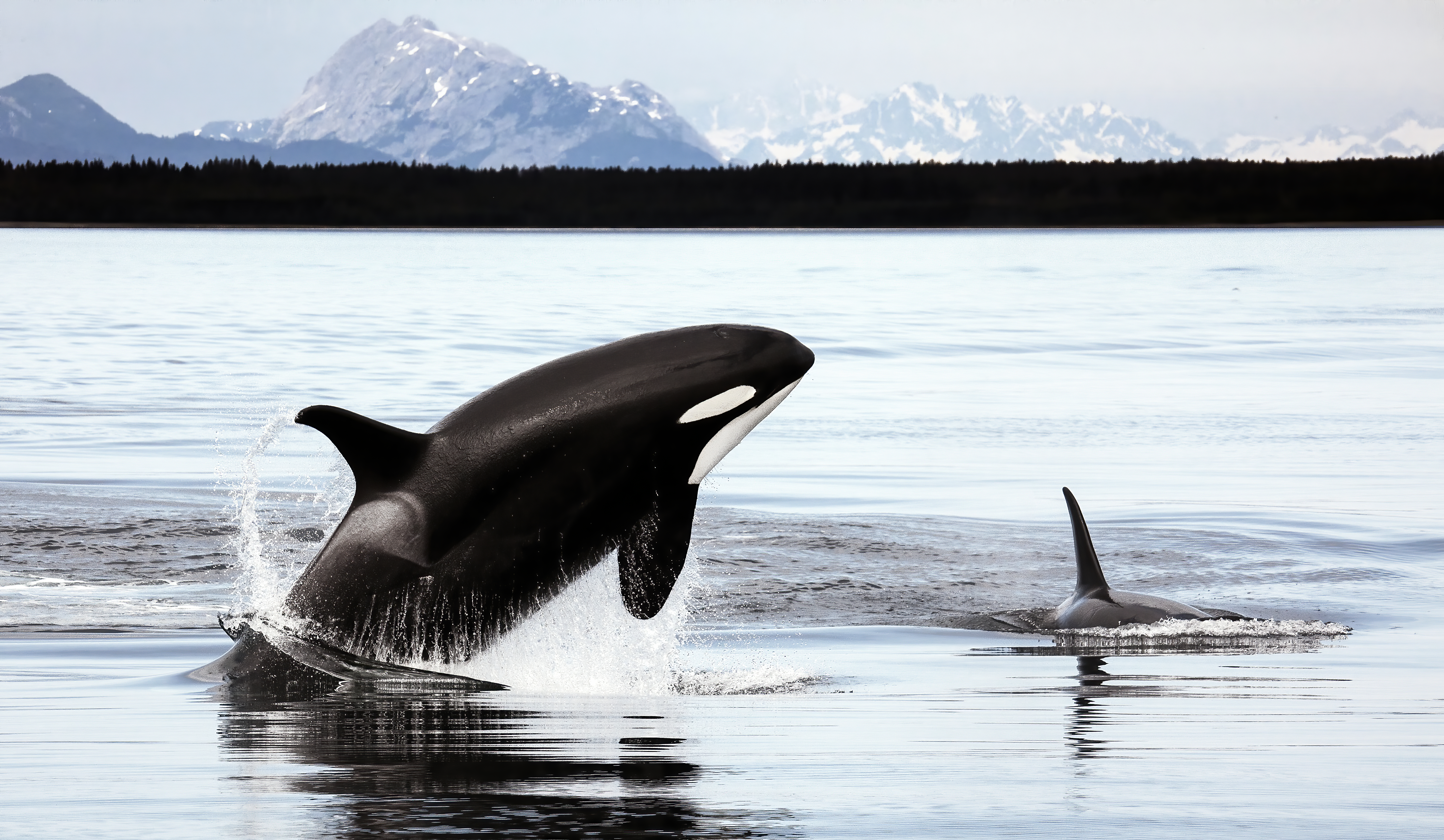
Kosatka dravá představuje hlavního predátora tuleňů obecných

Vzhledem k širokém areálu výskytu a velké početnosti tuleňů obecných se jedná o jednu z nejčastějších kořistí kosatek dravých. U břehů Britské Kolumbie jsou tuleni obecní vůbec nejčastější kořistí kosatek dravých a kosatky jsou zároveň nejčastějšími predátory tuleňů obecných. U tamějších břehů byla dokonce zaznamenána masivní úmrtí tuleňů obecných následkem predace, která s největší pravděpodobností byla způsobena kosatkami, patrně transientního (Biggsova) ekotypu. Kosatky tuleňům odkousávaly hlavy s jasným cílem jejich usmrcení bez účelu konzumace. Tento fenomén, zdokumentovaný u jiných savců (např. hyen skvrnitých, lišek obecných, norků amerických aj.), je znám jako tzv. usmrcení přebytků (surplus killing) a nastává v případě, kdy k zabíjení kořisti nastává v počtech, které predátoři nejsou schopni najednou pozřít. V roce 2022 byla na Shetlandech pořízena unikátní nahrávka tuleně obecného, který se ukryl před stádem kosatek v lanoví mušlí farmy. Podobné videonahrávky interakcí mořských savců s lidskými stavbami jsou velmi vzácné. V roce 2016 bylo na ostrově Protection v americkém státě Washington poprvé pozorováno, jak se kosatky záměrně vrhají z vody na břeh do kolonie tuleňů obecných. Tímto nevídaným kouskem kosatky vystraší mláďata, která se vrhají do vody, kde jsou poté snadno kosatkami uloveny. Podobné chování kosatek bylo dosud zaznamenáno pouze na jižní polokouli, a sice u poloostrova Valdés.
Obecně platí, že ploutvonožci se primárně živí rybami a bezobratlými živočichy; některé druhy ploutvonožců jsou nicméně známy tím, že loví jiné ploutvonožce. K těm patří i mohutný ploutvonožec lachtan ušatý, u kterého bylo i dobře zdokumentováno, že do jeho jídelníčku patří i lachtan obecný. V oblasti aljašského Glacier Bay dokonce lachtani ušatí nemalou měrou přispěli k významnému populačnímu úbytku lachtanů obecných (z cca 6200 na 2500 mezi lety 1992–2002). Vedle přímé predace mohou lachtani ušatí negativně ovlivňovat tuleně obecné i jinak; v Německu bylo nalezeno 11 samic tuleňů obecných, které zemřely na sepsi po patrně vynuceném sexuálním styku se samci lachtanů ušatých. Při nejmenším v německých vodách tuleně obecné loví další ploutvonožec, tuleň kuželozubý.
V oblasti Arktidy tuleně obecné občasně loví i medvědi lední, nicméně jedná se spíše o příležitostné úlovky, medvědi typicky loví jiné druhy ploutvonožců jako jsou tuleni kroužkovaní nebo čepcolové. K dalším predátorům tuleňů obecných patří žraloci (např. světloun pacifický, žralok malohlavý, žralok bílý nebo mako). Existují doklady i o predaci tuleňů obecných některými suchozemskými predátory jako je puma americká, vlk obecný, liška obecná, liška polární, rosomák sibiřský i medvěd hnědý. Tuleni obecní patří i do jídelníčků některých ptáků jako jsou racci, orli a krkavcovití ptáci. K hlavním antipredačním strategiím tuleňů obecných patří těsné shlukování na břehu, ke kterému dochází i na plážích s dostatkem vhodných stanovišť. Experimenty v terénu bylo prokázáno, že bdělost jednotlivých tuleňů ve skupině vůči predátorům klesá s tím, jak se skupina zvětšuje, nicméně skupinová bdělost stoupá. Větší skupiny byly schopné zaznamenat simulovaný útok dříve, než menší skupiny nebo solitérně se vyskytující jednotlivci.

## Vztah klidem

### Lov do 70. let 20. století

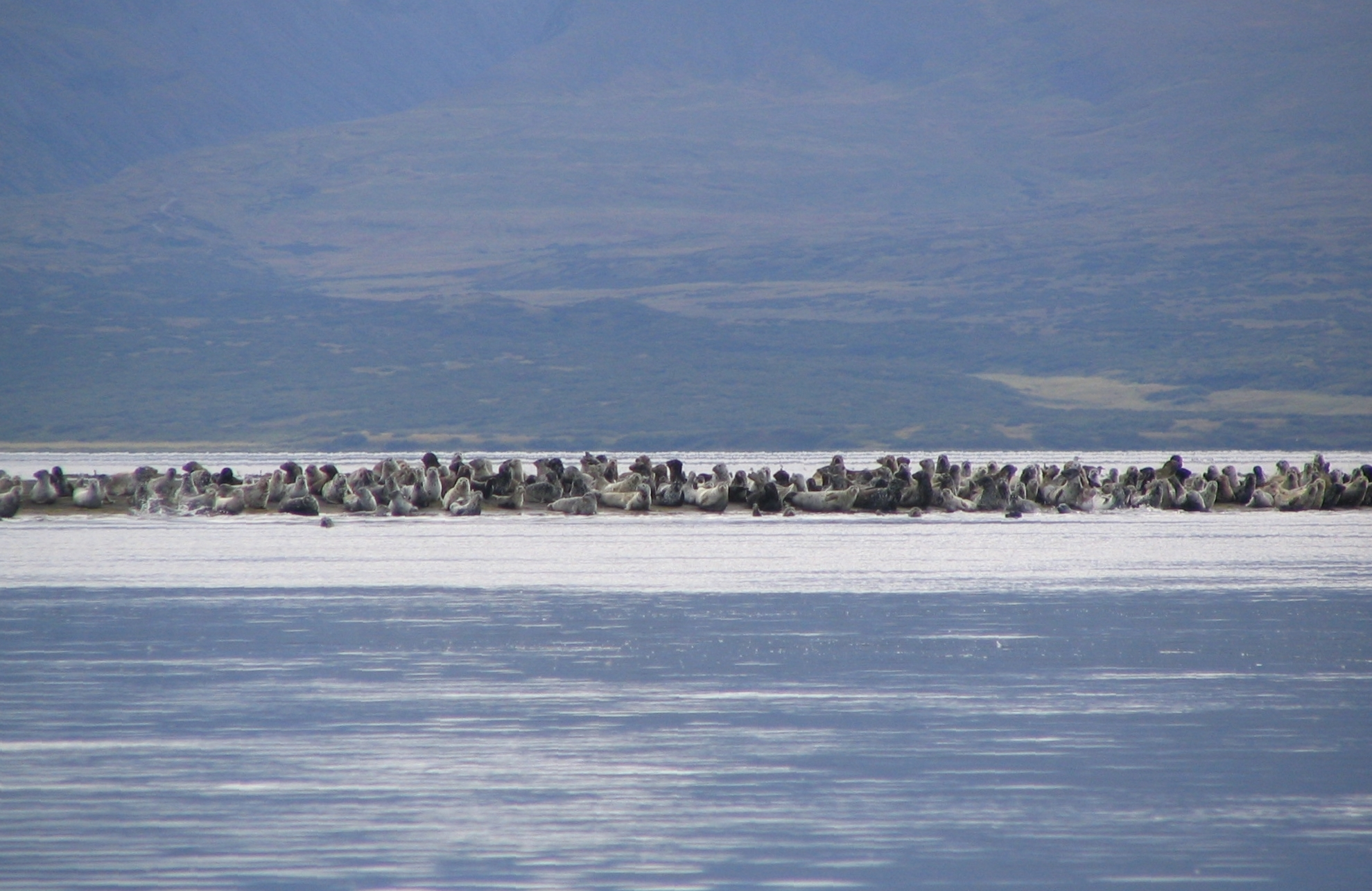
Kolonie tuleňů obecných (Izembek National Wildlife Refuge, Aljaška, USA)

Tuleni obecní byli po staletí loveni po celém areálu svého rozšíření. K nejstarším dokladům lovení tuleňů obecných lidmi patří vykopávky z jeskyně Skipshelleren v západním Norsku, které dokládají, že tehdejší obyvatelé lovili tuleně obecné již kolem roku 4800 př. n. l. Podle množství kosterních pozůstatků se jedná dokonce o druhé nejčastěji pojídané zvíře po jelenu evropském. Po staletí byli tuleni obecní loveni i dalšími domorodými komunitami mj. z Faerských ostrovů, Islandu, Severní Ameriky nebo Grónska. S lovem v masovějších měřítkách se však započalo až v 19. a 20. století.
Hlavním důvodem lovu tuleňů obecných v masových měřítkách byla hlavně redukce populace podporovaná komerčními rybářskými společnostmi, které na tuleně nahlíželi jako na škodnou. Tuleni však byli loveni ve velkém i pro jejich srst, po které byla poptávka v oděvním průmyslu. Na oděvy se nejlépe hodila srst mladých tuleňátek. Populaci tuleňů obecných snad nejvíce zasáhly finanční odměny, které některé státy v 19. a 20. století nabízely za každého zabitého tuleně, což vedlo k dramatickému úbytku řady populací i místním vyhynutím. Např. na Aljašce byly odměny za zabité tuleně nabízeny v letech 1927–1972. Před rokem 1900 se počet tuleňů obecných v Aljašském zálivu odhaduje na 500 000, zatímco v 10. letech 21. století to bylo pouze kolem 150 000. Na Islandu populace tuleňů obecných počátkem 19. století patrně sahala k 60 000, zatímco v roce 2006 to bylo už jen 12 000. V nizozemské provincii Zeelandia na jihozápadě Nizozemí docházelo k vyplácení odměn do roku 1934, nicméně lov pokračoval i poté bez finančních odměn. Ustál až v roce 1961, kdy se celková populace tuleňů obecných v této oblasti odhadoval na 350, což je zhruba 97% pokles oproti roku 1900, kdy se velikost populace tuleňů obecných v oblasti odhadovala na 11 500.

### Management vmoderních dobách

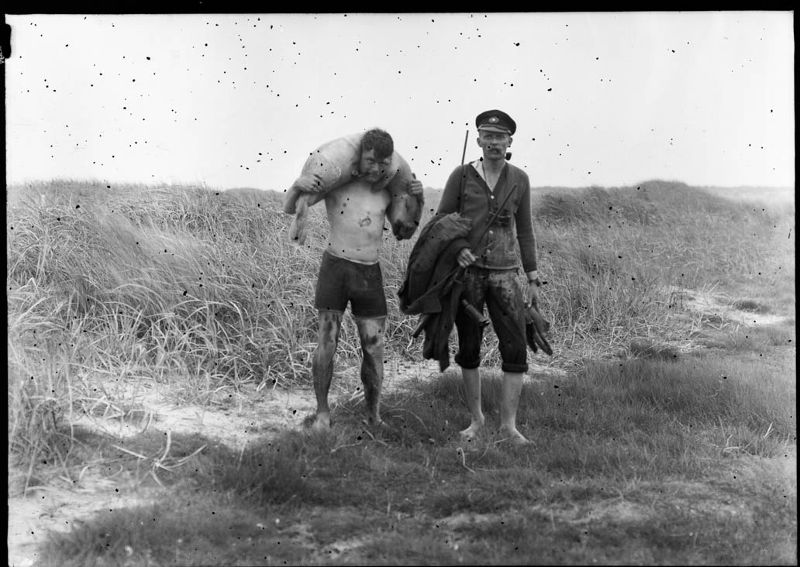
Dva muži s uloveným tuleněm obecným (ostrov Memmert, Německo)

V zásadě od 70. let 20. století jsou tuleni obecní na drtivém většině svého území chráněni. V rámci svého areálu výskytu podléhají různým populačním trendům, stupňům ochrany a způsobům managementu. V Grónsku byl lov tuleňů obecných povolen až do roku 2010; jedinou povinností lovců bylo nahlásit úlovek na Ministerstvo rybářství a lovu. Pokračující populační úbytek tuleňů však vedl k úplnému zákazu lovu tuleňů obecných v naději, že dojde k přirozenému obnovu populace. Ilegální lov nicméně v Grónsku nadále pokračuje. Podobně ani na Islandu nebyl lov tuleňů obecných nijak omezen až na lokální restrikce vynucené vlastníky půdy, na které se tuleni vyskytovali. V roce 2012 islandská vláda vytyčila cíl v podobě zachování islandské populace tuleňů obecných na nejméně 12 000 kusech. Až do roku 2018 byl lov tuleňů obecných na Islandu dokonce dotován rybářským průmyslem z odůvodněním, že tuleni obecní údajně snižují stavy lososovitých ryb. To bylo nicméně vyvráceno v roce 2018 studií potravních návyků tuleňů obecných ze severozápadního Islandu, podle které se tamější tuleni neživí lososovitými rybami (jmenovitě siveny severními, pstruhy obecnými, lososy obecnými) i přesto, že se v místních vodách vyskytují. Od roku 2019 je tuleň obecný na Islandu chráněn, lov je povolen jen na zvláštní licenci nebo pro tradiční účely.

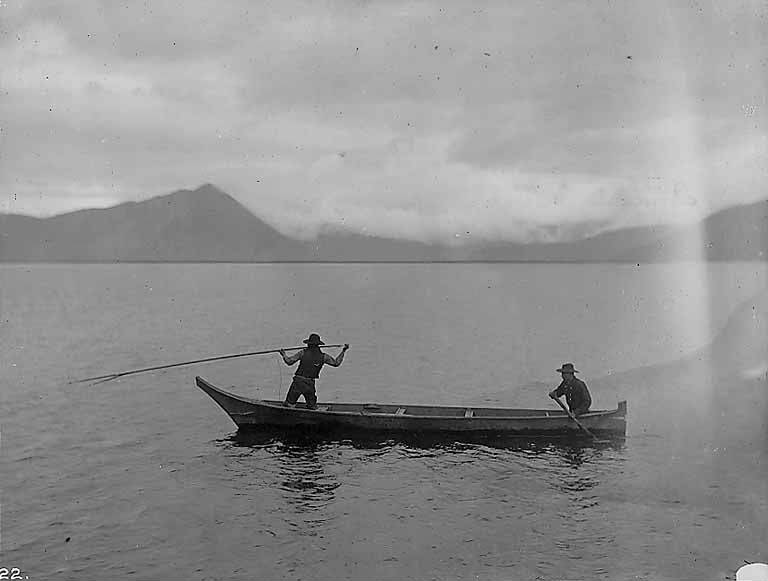
Dvojice tingitský lovců při lovu tuleně (1896). Tingitové mají dodnes povoleno omezené množství tuleňů obecných lovit

Na Špicberkách je lov tuleňů obecných zakázán od 70. let 20. století. Na norské pevnině je lov regulován systémem kvót s cílem udržovat populaci tuleňů obecných na 7000 jedincích. Každoroční sčítání lokálních populací vyúsťují v celostátní odhad vydávaný každých 5 let, na základě něhož dochází k nastavení kvót pro odlov tuleňů obecných. Od roku 2019 je v Norsku zakázán odstřel tuleňů obecných na rybích farmách. V Kanadě je lov tuleňů obecných v zásadě zakázán od roku 1970 (Fisheries Act). Výjimku představují arktické domorodé kultury, které mají povoleno omezené množství odlovu tuleňů včetně ohroženého sladkovodního poddruhu mellonae. Ve Spojených státech je tuleň obecný chráněn od roku 1972 zákonem o ochraně mořských savců (Marine Mammal Protection Act), omezené množství mohou lovit domorodé kultury Aljašky (např. Tlingitové, Aleuti, Alutiiqové). Ve Spojené království se vedle zranění či zabíjení tuleňů zakazuje podle zákona o ochraně tuleňů z roku 1970 (Conservation of Seals Act 1970) i obchod s tulením s božím. Výjimkou jsou výrobky, které byly získány tradičním lovem vykonaném Inuity či jinými domorodými komunitami, tento lov byl povolen místními úřady s cílem udržitelného vytěžení zdrojů oceánů a výrobek je pro osobní užití jeho vlastníka. K ochraně druhu dochází i na území Evropské unie pomocí Směrnice Rady 92/43/EHS ze dne 21. května 1992. Odlov tuleňů je v jednotlivých zemích Unie nicméně možný na základě zvláštního povolení. V Rusku není lov tuleňů obecných povolen.

### Ohrožení

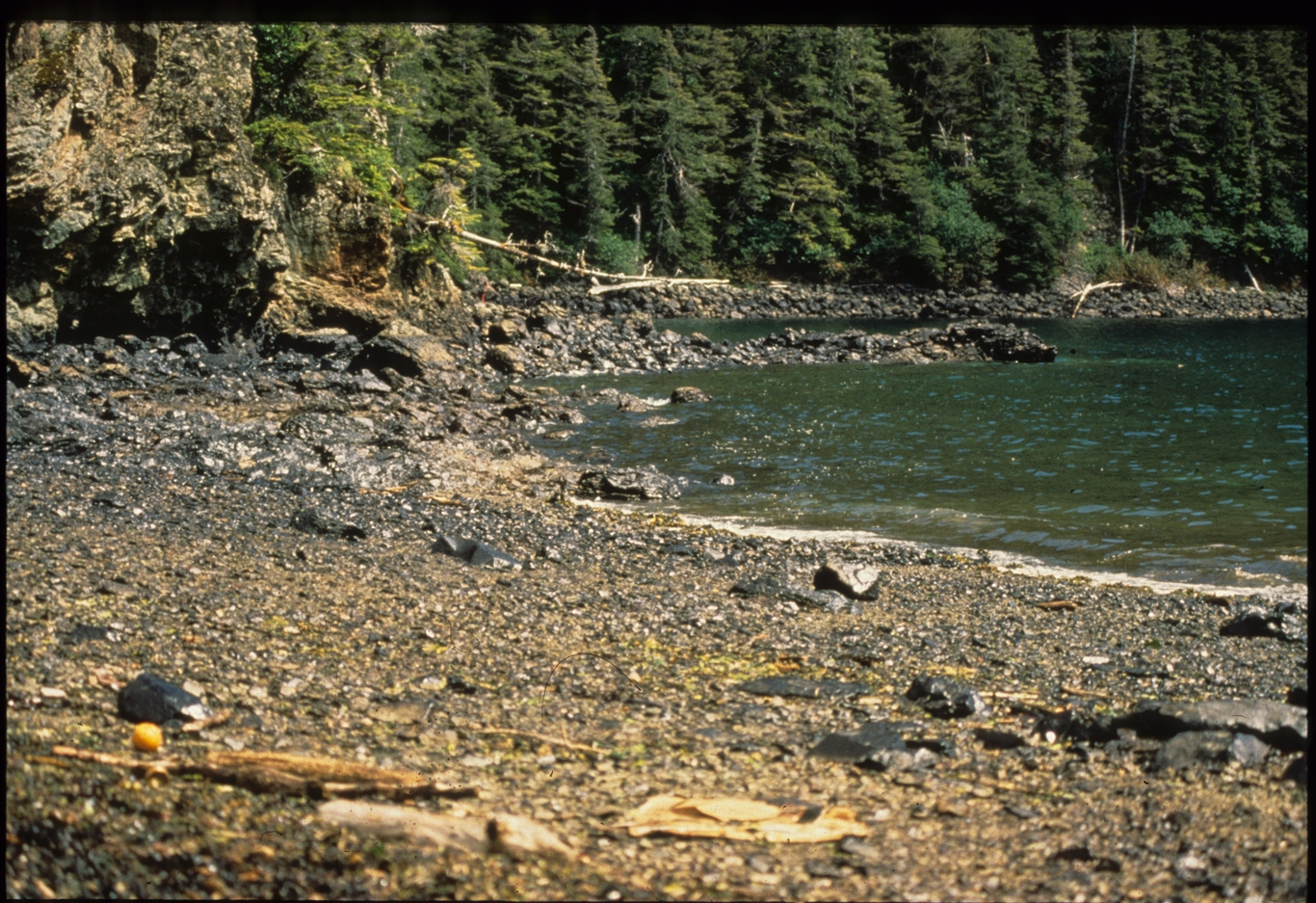
Zaropené pobřeží v Prince William Sound, kde došlo v roce 1989 k ropné havárii, která negativně ovlivnila místní populaci tuleňů obecných

I přesto, že je celkový populační trend druhu neznámý, IUCN hodnotí populaci tuleně obecného jako málo dotčenou, jelikož početnost celkové populace není akutně ohrožena. Některé místní populace však ohroženy jsou. Patří k nim hlavně sladkovodní poddruh mellonae, který je Mezinárodním svazem ochrany přírody veden jako ohrožený taxon. V ohrožení jsou i některé místní populace s nízkými stavy počítanými ve stovkách jedinců jako je populace ze Špicberků, Baltského moře nebo jezera Lliamna. K dlouhodobému poklesu dochází u aljašské populace.
Vážné ohrožení tuleňů představují viry. Paramyxovir Phocine morbillivirus v roce 1988 vyhladil v evropských vodách více než 23 tisíc tuleňů obecných a kolem 30 tisíc v roce 2002. Ohrožení tuleňů obecných viry a přenosnými nemocemi je vysoké hlavně v oblastech, kde se tuleni dostávají na břehu do kontaktu s divokými zvířaty (zvláště s šelmami), domácími mazlíčky (psi apod.) nebo odpadními produkty lidské činnosti. V oblasti Wadennského moře byla zjištěna souvislost mezi sníženou reprodukční schopností tuleňů a požíráním ryb z prostředí znečištěného látkami jako organochloridy, polychlorovanými bifenyly nebo dioxiny. Ropné skvrny představují vytrvalé ohrožení populace druhu. Po havárii ropného supertankeru Exxon Valdez v Prince William Sound v Aljašském zálivu v roce 1989 bylo nalezeno 14 zemřelých tuleňů obecných, jejichž smrt pravděpodobně souvisela s ropnou havárií. Podobné havárie mají dlouhodobý vliv na životní prostředí tuleňů i jejich zdraví. Na druh mají negativní dopady i nově vzniklé větrné farmy umístěné na moři (mj. v Baltu), při jejichž stavbě dochází k velkému zvukové znečištění i zvýšenému množství dopravy v oblasti, které může vést až k místním populačním poklesům. Tuleni se občas stávají nechtěnými úlovky komerčních rybářských operací nebo se mohou zamotat do rybářského náčiní a uhynout. Druh mohou ohrozit i odpadky v moři nebo kolize s loděmi. Globální oteplování může mít negativní vliv na některé místní populace, např. na Špicberkách se očekává, že s ústupem ledu budou lední medvědi trávit více čas na pevnině, čímž se může zvyšovat predace na populaci tuleňů obecných. Na druhou stranu špicberská populace ukazuje, že tuleni obecní coby de facto nearktický druh ploutvonožce mohou žít i v arktických oblastech, což by jim mohlo poskytovat určitou výhodu nad arktickými druhy ploutvonožců v době, kdy se bude prostředí Arktidy proměňovat.

### Chov v zoo
Tuleni obecní jsou poměrně často chováni v zoologických zahradách po celém světě, hlavně v Evropě a v Severní Americe. Dobře se snáší s některými jinými druhy ploutvonožců, se kterými někdy bývají chováni (mj. lachtani kalifornští, tuleni kuželozubí). Poddruh vitulina je v Evropě chován v desítkách zoologických zahrad. Poddruh largha je držen hlavně v ruských zoo. V Česku je chován pouze v Zoo Ústí nad Labem.

### Slavní jedinci
Několik jedinců si získalo ve své době mediální ohlas. K nim patří Andre (1961–1986), samec tuleně obecného z Penobscot Bay v Maine, USA, který byl osiřelý nalezen místním arboritistou Harrym Goodridgem, který Andreho vychoval. Andre po dalších 25 let žil v místním zálivu, kde předváděl triky turistům, chodil s Goodridgem a jeho rodinou plavat a potápět se, nechal se převážet na korbě Goodridgeova auta nebo chodil k němu domů. Tuleň Hoover (cca 1971–1985) z jiného mainského zálivu Cundy's Harbor zase uměl imitovat lidskou řeč. Hoover byl nalezen osiřelý a vzat do domu jednoho z místních obyvatel, kde žil nejdříve ve vaně a později v nedalekém rybníčku. Jeho adoptivní rodiče na něj neustále mluvili, až Hoover začal imitovat lidskou řeč. Jak Hoover rostl a jeho spotřeba ryb se stávala pro rodinu neúnosnou, byl předán do Novoanglického akvária, kde po několika letech začal mluvit. Tuleň s přezdívkou Freddie (†2021) si zase získal pozornost britského tisku, když po řece Temži doplul až do Londýna. Po útoku psa musel být nicméně utracen. Samice Popeye (cca †2019) se dokonce stala oficiálním tuleněm města Friday Harbor v americkém státě Washington. Popeye žila v místním přístavu, kde ji místní krmili do té míry, že se stala ne krmení lidmi závislá a v případě, že nedostala jídlo, mohla být k lidem agresivní.